# 2019冠状病毒病中国大陆疫情相关争议
2019冠状病毒病中国大陆疫情相关争议，介绍2019冠状病毒病疫情中各界对中国大陆各地政府及医院应对、大型文化及旅游活动举办与防疫措施等的争论。

## 習近平延誤防治疫情的爭議
中共中央總書記習近平早已得悉新冠疫情在武漢市蔓延，不過他在2020年1月7日主持中共中央政治局常委會時要求不能影響即將到來的春節節日氣氛。根據德國聯邦情報局調查，世界衛生組織總幹事譚德塞與習近平在2020年1月21日通話時，習近平要求世衛不要發布冠状病毒人傳人的訊息，及延後全球大流行的警告。德國政府的結論是由於習近平下令封鎖消息，全球損失4到6個星期的時間對抗病毒，如果不是中國隱瞞訊息，疫情會容易控制得多。

## 习近平主导清零政策的争议
由于中共中央总书记习近平亲自部署、亲自指挥清零政策，实行长期的严格封控应对新冠疫情，在2022年下半年已经出现民间反抗，比如北京四通桥抗议、郑州富士康抗议和广州市海珠区抗议，部分地区也出现被封控小区的居民强行拆除封控设施的情况。在2022年11月24日的乌鲁木齐火灾后，全国各地爆发了“白纸运动”，甚至一度有集会群众喊出“习近平下台”的口号。最终国务院联防联控机制在2022年12月7日公布了“新十条”，结束了持续三年的“动态清零”防疫策略。

## 医院疫情应对相关争议

### 医院接诊及病床容量问题
1月17日，東網及台湾《蘋果日報》等媒体报导指，有一位武汉網民在微博發文，称一家三口均疑似感染肺炎，其中父親獲金銀潭醫院收治隔離治療，但他與母親則被院方以無床位為由被拒收。述指武漢同濟醫院「內充滿發燒病人」，醫院還要求肺炎病人回家自行隔離，質疑當局延誤治療，此微博隨後遭刪除。
1月21日，英国《卫报》以一宗肺炎患者火化案例為題，在未普遍开展嚴重急性呼吸綜合症冠狀病毒2型检测的情况下，以此單一案例指出因誤診而在1月初即病死的其他病患與家屬的困難，並質疑实际感染及死亡案例很可能多于中華人民共和国政府所公布的数目。
1月22日，《三聯生活周刊》報道指有綜合醫院骨幹醫生透露，嚴重急性呼吸綜合症冠狀病毒2型检测盒以及专用隔离病房不足，有醫生在社交網絡上擔憂疫情被約談。《三聯生活周刊》报导指，亦有曾在華南海鮮市場工作、自認都是嚴重特殊傳染性肺炎患者的夫妻二人指卫生部门在关停海鲜市场、进行市场商户病情筛查时，医生称二人情况轻微、无需隔离，只需每天来打吊瓶、9天一个疗程，并指武汉“好多医院都不收海鲜市场的病人”。《三聯生活周刊》報道又指，有三甲醫院主任醫生認為1月初就應該面對現實，嚴陣以待，這樣疫情本不會如此嚴重。
1月23日，《三聯生活周刊》報道形容武漢醫院已經是一床難求，引述患者指多人無法入院，只能回家隔離；《新京報》報道說有以「病毒性肺炎」名義收治的患者直至死亡亦未能等到機會確診是否感染嚴重特殊傳染性肺炎，有「病毒性肺炎」患者家屬指無法得知患者所患是否嚴重特殊傳染性肺炎，有診斷「呼吸道感染和病毒性肺炎」及有「不明肺炎患者接触史」者仍然未被隔離治療；中國中央電視台《新聞1+1》節目公布一線醫生提供之訊息，說發熱患者數量多到無法及時收治，收治病人檢測不及時導致交叉感染，醫務人員未集體食宿令傳播管道未切斷。《人物》在3月采访了武汉红十字会医院急诊科护士长关秀丽，她提到1月21日门诊开放首日门诊量1700人，最高峰时2400人，接诊量甚至达到同批医院的两倍，平时运转顺畅的供应机制面对暴涨的病人，已经崩溃。急诊科有个留观室，只有8张床；还有个抢救室，本是5张床，最多的时候摆了50张。还不够，就加椅子，医生不坐了，把椅子全给病人。最后连椅子都没了，病人就躺在站着看病的医生旁边。有人有了经验，上120时自带躺椅。有人什么都没有，关秀丽找了装仪器的泡沫和纸箱子，好歹在地板上垫上一层。有的病人睡在走廊里，抢救在走廊里，去世也在走廊里。
1月23日下午，武汉市卫生健康委员会就市民关心的问题进行答复指，目前全市发热患者增多趋势明显，确实存在发热门诊就诊排长队、留观床位紧张的现象，宣布整体征用武汉市汉口医院等七家医院，其门诊部全部作为发热门诊集中接诊全市发热患者，新增3000张专用床位。武汉市卫健委指，嚴重急性呼吸綜合症冠狀病毒2型病原样本检测依法需按照高致病性病原微生物（第二类）进行管理，相关样本的检测、运输等必须符合生物安全管理的相关要求，并在具备相应防护级别的生物安全实验室开展检测及研究，且1月16日之前湖北省没有检测试剂盒，相关病例需送往北京检测，因此标本送检速度较慢，影响到快速诊断。目前病例样本检测效率已由每日200份提升至每日2000份。
1月24日（除夕），《南华早报》报道，武汉当地人的担心程度越来越高，许多人开始使用社交平台来发表自己的恐惧、担心和对政府处理疫情方式的抱怨。有一位匿名接受采访的医生表示，当地医院并没有足够的医生来处理如此大量的疑似病人，许多病人想要做核酸检测，但这完全不可能。一名叫陈慧芳（音）的家属接受采访时说，她的妈妈已经确诊且双肺感染，但她辗转5家医院均被拒绝入院，所有医院都表示没有多余床位。
1月24日，now新聞台播出已被刪除的網絡短片，顯示身穿防護衣、戴著N95口罩的人打電話時情緒失控，上載者表示醫療物資跟不上，身心超負荷，同醫院另一名醫生其後向《北京青年報》證實影片屬實。留守武漢的香港有線新聞《有線中國組》記者採訪疑似病患，病患夫婦說他們因缺乏試劑盒一直未能確診，一人已經咳血，“醫生積極的希望我們馬上住院，不過他說無能為力，因為現在醫院全部是滿了，他要我們自己想辦法到其他醫院去住院”；而他們認識的一家五口一家七口都未能隔離，太太的爸爸直至肺部感染離世都未能確診是否嚴重特殊傳染性肺炎。
1月25日，《中國經營報》報道指，武汉专门收治发热病人的各大医院人满为患，有患者排队时间达8个小时。美國全球衛生問題前高級研究員劳丽·加勒特認為，“医护人员很难阻止病人和家属涌入，传染性病毒的（院内）传播是无疑的”。而一名微生物學家則期待火神山醫院的建成能令重症病人獲安置，病人間傳播被控制，社會情緒得到安撫。
1月28日，中國疾控中心流行病學首席科學家曾光接受中國中央電視台訪問，建議病人不要都湧入發熱門診，因為冬季流感高發，難以區分感染冠狀病毒或流感；同時指為降低相互傳染，建議將發熱門診移至公園等露天地方。
1月31日，中共湖北省委副書記、武漢市委書記馬國強接受中國中央電視台訪問，表示疫情應對各方面均不能說充足，武漢正千方百計增加病床，但乙類傳染病對病床及醫院要求高，令床位增加速度未如預期；隨著患者增加，醫護人員亦緊缺，惟全國各地增援到達後有一定程度緩解；期待火神山醫院及雷神山醫院建成後能大大緩解壓力。
2月1日，《财经网》發表题为《统计数字之外的人：他们死于“普通肺炎”？》的文章。《財經网》記者透過採訪十多個病患家庭及查詢定點醫院，指武漢的醫院「一床難求」狀況仍然存在，無床位收治的病患不計入懷疑個案，且病毒核酸檢測試紙緊缺，有醫生懷疑甚至「明確說了」是感染者的人也一直未能確診，甚至直至死亡亦未能住進醫院確診，未統計進官方通報的病例數字，只能算「普通肺炎」或「肺部感染死亡」。《財經网》質疑嚴重特殊傳染性肺炎感染患者或死于嚴重特殊傳染性肺炎的患者远远高于官方公布的数字。但该文章在微信很快遭到审查系统删除。此外根據法新社照片顯示武汉街头出现伏尸。中新社則表示称根據武汉官方回应，死者生前未确诊嚴重特殊傳染性肺炎。2月1日前后，位于武汉司门口的高架桥上，一名男子跳桥自杀。有网友称，男子生前因感染病毒，怕传染家人，而医院无床位，在外面暂住，最終自殺。2月2日，又有网友声称，位于武汉的太子湖出现自杀事件。多維新聞表示兩起自殺事件無法得到證實。
同日，中國國家衛健委專家組成員蔣榮猛對中國中央電視台承認床位依然緊張，有病人仍在輪候住院機會，但相信問題會較快解決，同時提及武漢3間醫院增加了1000張深切治療部的重症床位，並新增「方艙醫院」3400張輕症隔離床位。
2月4日，中國國家衛健委專家組成員蔣榮猛對中國中央電視台表示試劑盒充足，已有10萬人份，早前問題主要是檢測時間太長，而檢測時間已由3-4日縮短至1日，部分醫院已可自行檢測，無需送第三方機構檢測。
2月5日，中共武漢市委副書記胡立山在記者會上承認病床供需矛盾還比較突出，很多患者未能住進指定醫院得到良好救治，形容是一個「堰塞湖」，「说真的，我们感到很痛苦，感觉很揪心」。同日，湖北下令全省醫療機構用最大努力收治懷疑及確診病例，不能收治的須登記及通知縣市區指揮部或轄區轉運隊轉運至集中隔離點，確保所有個案「應收盡收、應治盡治」，違反者依《傳染病防治法》追責。
2月10日，中共湖北省委副書記兼武漢市委書記馬國強在記者會上表示經過排查，截至2月8日有1499名確診重症患者未能入院治療，10日中午已全部安排入院。中共武汉市委书记马国强表示，截至2月8日，武汉市在开展的入户排查工作中户数排查的百分比达98.6%，人数排查的百分比达99%。此前，中共中央总书记习近平肯定了社区入户排查。武汉市政府公布的这一比例招致了怀疑。有新浪微博网友表示自己是“那剩下的1.4% ”，受到逾千点赞，被平台标记为“热门”。湖南省「紅網」翌日刊出評論，引用網絡上的大量質疑，表示或許對99%的人數排查比「要打一個問號」，認為應關注及回應這些民意「雜音」，真正做到不漏一人。
10日，香港電台《鏗鏘集》指1月底時微博上有大量武漢及湖北人求助，說自己有症狀而不被收治，當時訪問到數位被迫在家「自我隔離」的患者，患者表示最怕在家傳染給家人，而其中已有人全家感染。11日，香港有線新聞《有線中國組》報道稱武漢仍有疑似病人未獲床位收治，而武鋼二醫院等醫院醫療條件惡劣，有家屬收到患者電話說入院後未有得到任何醫療照顧，家屬前往醫院送藥亦被拒絕；家屬還說加入了病患微信群組，這間醫院很多人都反映無人照顧，連對情況緊急的病人都無能為力，質疑「應收盡收」只是依中央命令行事，但收進去只是關起來，並未解決實際問題。
2月15日，《財新網》報道仍然有少量肺炎患者未被「應收盡收」，有的已經傳染家人，而有的已經在求助過程中過世。記者訪問多個社區隔離點，發現有醫護人員統一發抗病毒口服液及中藥製劑，但就無對症治療，亦有隔離點缺少水電；有隔離點患者病情惡化仍未等到轉院，有家屬質疑隔離點條件差，會加重病情。

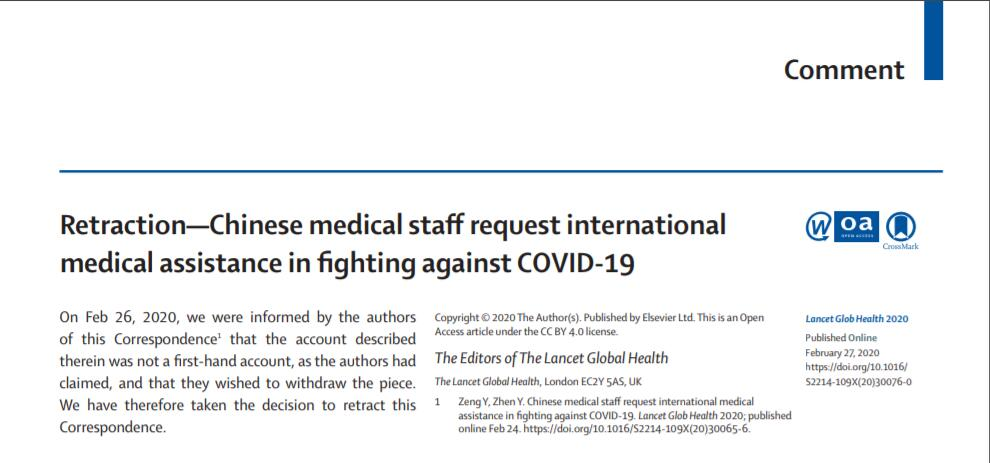
《柳叶刀全球卫生》编辑决定撤稿

2月26日，广东省第一批援鄂医疗队队员在《柳叶刀》发表通讯，称武汉当地物资和人员依旧短缺，希望国际医务工作者前来援助。两名医务人员在文章末尾呼吁，虽然已有大量国内医务人员自愿来到武汉进行支援，他们仍然需要更多的帮助。《财新网》在报道时表示，在外省医护人员大幅驰援的情况下，湖北救治仍然“紧绷”。当日，作者主动撤稿，并表示这则通讯不是第一手资料。

### 医疗机构物资短缺问题
自疫情在中國大規模暴发後，人民網、中國經營網、中國新聞網等多間傳媒均報道武漢或湖北各地醫院內醫用口罩、防護服等各類醫療物資短缺。《紐約時報》及英國廣播公司（BBC）指武漢多間醫院繞過上級主管部門武漢衛健委，在社交網絡上發出呼籲，表示物資不足，請求社會各界捐贈及援助；《新京報》及《中國青年報》則指部分民間捐贈的物資因不合醫用要求而未能使用。有湖北荆州市一線醫護向《財經》透露，由於官方最初表示疫情「可防可控」及無人傳人跡象，醫院未能及時準備物資，令物資捉襟見肘。
1月26日，中共武汉市委就武汉市医疗物资紧张情况回应指，武汉市已到货并协调运送防护服1万件、N95口罩80万只、一次性医用口罩507.42万只、护目镜0.42万只，物资配备基本充足，紧张情况已得到缓解。下一步将按照轻重缓急，科学合理进行调配。同日，中華人民共和國工業和信息化部則在記者會上就湖北省物资供应问题表示，湖北省1個月估計需要300萬件防護服，全國生產能力未能滿足需求，表示除中央儲備外，正尋求採購海外的防護服及口罩等裝備。
1月26日，湖北省人民政府举行疫情例行新闻发布会，中共湖北省委副书记兼省长王晓东介绍，湖北省医用防护服、口罩等防护物资，现在特别紧缺，尽管通过各方面努力，紧缺有所缓解，但仍然是当前面临的最突出，最紧迫的问题之一。目前正千方百计缓解缺口。中共武汉市委副书记兼市长周先旺表示，此前在武汉最紧张的防护服，已得到全面缓解。英國廣播公司（BBC）翌日批评湖北省、武汉市两级政府口径不一，又引用會上2次口罩數字口误及遞紙條，認為“中國官員管治能力低下”，令當地政府的公信力再受質疑，《聯合早報》亦指記者會引起網民批評。武汉市长周先旺其后在接受央视访问时就此事回应指，“省长是全省的省长，他想的是全省的事。我是武汉市的市长，我想的是武汉市的事。”
1月27日，《財新網》報道武漢已優先將防護物資供給9間定點醫院，在定點醫院防護物資有所緩解，但仍非常緊張及依賴社會捐贈，而61間指定發熱門診則更為緊張。翌日，中華人民共和國工業和信息化部在記者會上，就武漢市防護服緊缺問題表示受春節假期影響，供需矛盾較突出，防護服仍存有一定困難，為滿足武漢需求，正在加緊調度。
1月31日，中共湖北省委副書記兼武漢市委書記馬國強接受中國中央電視台訪問時，就武漢物資緊缺問題表示，隨著外界支援，物資緊缺有所緩解，但防護服、護目鏡、N95口罩等所有醫用物資仍然處於「緊平衡」狀態，不能時時刻刻保證充足，需要每天調度，在中央幫助下正多方籌措。「就协和医院来说，它可能也和我们其它医院一样，可能现在还有，大家担心两个小时以后还有没有，三个小时以后有没有」。
2月1日，《南方人物周刊》採訪武漢一線醫護，醫護指醫院防護等級未獲批准是無法擅自上調，令武漢在一月中旬沒有一間醫院上調防護等級，一月中旬成為最多醫護人員感染的時候。
2月1日下午，应武汉市应急管理局请求，湖北省应急管理厅调集金汇通航湖北分公司直升机，前往仙桃市接收捐赠的医疗物资，并空降湖北武汉新华路体育场，以定向为武汉协和医院、中部战区总医院等医院提供物资。
2月2日，中華人民共和國工業和信息化部在記者會上表示，中國口罩產能已恢復60%，惟醫用防護衣及N95口罩等重點醫療防護物品供應仍緊張，口罩等物資產能未滿足需求，只能優先保障湖北及重災區武漢。同日，身兼中央應對新型冠狀病毒感染肺炎疫情工作領導小組組長的國務院總理李克強開會時強調要確保物資供應穩定，緊缺物資實行國家統一調度。
2月6日，湖北副省長楊雲彥在記者會上表示已有10596名来自其他地区的醫療隊員在湖北展開救治工作，惟醫護人員仍然非常緊缺，有9個市州請求支援，保守估計缺少2250名醫護人員；又表示醫護缺口與物資有較大缺口情況有關聯，因防護物資不夠，令病房病床無法充分開放，進一步加劇醫護人員缺口。
2月8日，据第一财经报道，中国主要的无纺布、医用防护服生产基地之一——湖北省仙桃市许多相关企业2月3日以来被勒令停产，主要原因原先从事外贸订单生产的企业没有内销资质。以医用防护服为例，有生产能力但主要供应出口订单的企业大约在100家左右，而“仙桃市新冠肺炎疫情防控指挥部企业生产组”公布的可复工企业名单中只有10家。
2月11日，湖北衛健委在官方微信發文，指疫情嚴峻，工作繁雜，一線醫護人員物資仍有較大缺口，刊出武漢20多間醫院接受捐贈公告，列出需求情況，請求社會各界捐贈支援。
2月13日，香港有線新聞《有線中國組》電話訪問到武漢雷神山醫院院長王行環，得知政府保障關鍵物資有供應，惟其他物資仍然要靠捐贈，另外訪問的兒童醫院及第一醫院都說缺物資，金銀潭醫院職員表示急救設備也缺。而武漢同濟醫院職員則稱武漢封城3個星期，儘管政府調動物資支援，問題依然未解決，被問及武漢曾說繞過紅十字會捐贈有機會違法，職員就說沒辦法，違規也要做，「不能讓醫護人員裸著上吧」。

### 患者转运与遗体处理问题
1月24日，有一位ID为魔女小希的网友在微博发布了一段带有解说的视频，视频中似乎展示了医院发烧病房的走廊挤满了病人，需要医护人员的照顾。录像还出现了穿着防护服的医护人员，以及小希称无人处理的尸体留在走廊的临时病床上无人处理。共青团中央官方微博1月25日发布的消息指，“经核实，相关视频为配音再制作，情况不属实”。不过在《南华早报》1月25日对当事人的采访中该网友仍称相关医院存在尸体无人处理的情况，“我把一包纸巾交给护士。她在哭泣，试图让一些人来搬走尸体，但没人回应”。1月30日及2月8日，《新京報》及財新網等多个媒体報道中提及病床上或屍袋中的患者遺體有時會需要十多個小時乃至1天才能被運走。
2月9日晚，《環球時報》記者跟隨武漢的重症病人轉運，發現過程混亂，有乘客沒有座位，運載巴士亦不符合防護標準，司機除了戴口罩外没有任何防护，且收到的指令前後不一，而工作人員未跟車協助及安撫，令患者情緒失控，患者在醫院附近下車後亦無人對接；工作人員對記者的解釋則是司機不聽指揮，病人無法及時入住是醫院手續繁雜。新華社報道，翌日，中央赴湖北指導組約談武昌區區長余松，指事件中未跟車的黨員幹部「行為十分惡劣」，要求區道歉及問責，隨後又約談副市長陳邂馨及洪山區區長林文書，指民眾反映的問題線索眾多，要求落實及整改。2月11日，武昌区政府领导来到武汉同济医院中法新城院区重症监护病房，向2月9日晚未能及时妥善安置的重症病人代表当面道歉。相关街道负责人也逐一对受影响患者电话道歉，对受影响患者家庭逐一道歉。

### 其它重症病患者就医问题
2月17日，《新华网》报道，在武汉、随州等地多家医院或被征用为发热病人收治医院，或为防止交叉感染而暂时关闭肿瘤科、血液科、血液透析中心等科室，一些急需化疗的癌症患者、急需输血的白血病患者、急需接受透析的尿毒症患者等非嚴重特殊傳染性肺炎危重病人，陷入了求医无门的困境。
2月19日，《每日经济新闻》报道，武汉的医疗资源因嚴重特殊傳染性肺炎过度承压，急危病人的正常诊疗被打乱。需要化疗的癌症患者，需要透析的尿毒症患者，急需手术的突发心梗病人……无法保障即时治疗。自2月2日以来，各个医院急诊大厅中一度塞满了疑似嚴重特殊傳染性肺炎患者，其他患者收治面临两难。交叉感染难以避免，“先抢救过来，再去治嚴重特殊傳染性肺炎”也成为不得已的现实选择。同时医疗资源挤压，医生几乎都去了一线，没有医生，急需手术的突发疾病患者很可能会耽误治疗，化疗和透析患者的需求也被压缩。
2月29日，《津雲》报道，武汉封城後，武汉市的艾滋病人因封闭管理无法到达金银潭医院等指定医疗机构领取药物。有志愿者代替领取但被警察拦住，执勤人员拒绝查看志愿者出示的疾控、医院提供的证明，“可能会被扣12分，并在车辆年检时进行处罚”。有艾滋病患者无奈之下向湖北省政务网和武汉市长热线打实名投诉电话。

### 武汉市中心医院疫情应对相关争议
1月2日，武汉市中心医院部分医生接到医院监察科警告，被批评“作为专业人士没有原则，造谣生事，……导致社会恐慌，影响了武汉市发展、稳定的局面”，要求医务人员间不许公开，不得通过文字、图片等方式谈论病情。3月该院一位在医学影像科室工作的医生对南方周末记者说，被叫去谈话的，远不止李文亮和艾主任。“我们医院很多人被院方叫去谈话，说不能发什么”。同时，院领导通知每个科主任，逐个电话告知每个同事，一律不得外泄病毒的任何消息。
1月3日晚，武汉市中心医院紧急召集各科室主任开会。会上强调要严明纪律，“讲政治、讲纪律、讲科学”，不造谣、不传谣，各单位看好自己的人，严明保密纪律，要求医务人员不得在公共场合透露涉密信息，也不得通过文字、图片等可能留存证据的方式谈论相关病情。同时医院领导在开会的时候批评了几个戴口罩的科室主任。“医院的一位部门主任劝我们说，不要跟领导对着干，不要戴口罩，不要乱说话，否则你们会像李文亮一样被开除”，武汉市中心医院医生赵辰称。许多在一线直观感受到事态严重性的医生，还是多次请求院领导在院区内开展预防工作并在医院内部示警，但院方始终没有采取任何措施。
1月中旬，武汉市中心医院领导不允许一线医护在接诊的时候穿防护服，戴防护面屏。“当科室主任因为戴着口罩开会而被医院领导训斥之后，我们急诊科的一些医生只能偷偷进行自我保护了”。
1月23日，武汉市中心医院全院物资告急，职工以个人名义去求援，受到了院方的阻拦，不许私人募捐。后来形势逼人，可以募捐，但物资分发混乱，出现各种乱象，比如拉来的东西收不进去、交接的人消失，甚至拉来的物资也不要。
1月24日，武汉市中心医院医生表示除夕夜查房，连鞋套都没有，是用垃圾袋套脚。口罩最紧缺的时候，里面戴个工业N95，外面再套个外科口罩。至于行政职工，不属于一线，领过一盒口罩后就什么都没有了，上班的口罩也是自己找人买的。
2月初，武汉市中心医院，一面是院方无法为一线医护提供充足的防护物资，一面院方又拒收一线医生自己去公开募集而来的防护物资，许多捐赠的防护物资，刚到医院就被院方给拒收了。“临床一线医生别说防护服，连普通外科口罩都没有了，那个时候我们的一位同事拉来了一批德国商会捐赠的防护物资，院领导以这批物资不符合红十字会要求为由拒收，沟通无果后，这批物资经华科校友会的协调，绝大部分被转送给了武汉市四医院和武汉市协和医院，他们欢天喜地的接收了，我们的心却在滴血”。
2月10日，武汉市中心医院一位医生在微信群里说，联系了一千斤大米，“医院竟然不要”。
2月中旬，武汉市中心医院有一个负责对接捐赠事宜的医生群，上述微信群中讨论的话题是如何把雨衣改造为防护服，“据说防水泼溅没有问题，就是看材料的透气性”，还有医生设计了一套“雨衣消毒方案”。“那阵子真是弹尽粮绝了，穿什么的都有。”有医生把家里的垃圾袋拿去医院当雨衣，用它裹住手脚和脖子。这个问题，直到外地复工、外地医疗队进入医院，才解决。

## 国家卫生健康委员会疫情应对相关争议

### 疫情统计、資訊公開及調查
對於有指中華人民共和國政府隱瞞疫情，曾去武漢考察的中國國家衞健委高級別專家組成員袁國勇認為中華人民共和國政府未隱瞞任何疫情。
1月21日，德國明镜周刊訪問柏林夏里特醫院病毒研究所所長德羅斯登，他称根據基因序列來看這是一種新型病毒，不然光從序列就看得出來，可知中國沒有隱瞞疫情。
2月5日，《金融時報》中文網報道世界衛生組織冠狀病毒疫情突發事件委員會成員、澳洲科廷大學名譽教授约翰·麦肯齐（John Mackenzie）批評湖北及武漢兩會期間，通報的新增病例數量一度未增加是不合邏輯，認為中國有隱瞞及應該受到譴責。香港電台則指世衛總幹事譚德塞被問及此番言論，回應若中國有隱瞞疫情，確診病例相信會較現時更多，同時認為現時檢討疫情初期有否犯錯是於事無補，世衛可在事件過後再調查檢討。
4月30日，世界衛生組織駐華代表高力接受天空新聞訪問，表示世界衛生組織多次向中華人民共和國國家衛生健康委員會等機構提出，請求加入中國正進行的病毒源頭調查工作，但均被拒絕且未提供合理理由，而根據世界衛生組織掌握的資料，病毒是源自中國武漢，相信為自然產生，非人造。他並質疑中國官方1月2日至1月16日期間，共41人確診的統計數字，指這類流行病的確診個案不太可能停留在這一數字，認為針對這段時間的調查是非常重要。
6月2日，美聯社引用數十場訪問及取得的內部文件與錄音檔案，報道世界衛生組織內部官員對中國拖延公開疫情及提供的資訊不足感到不滿及受挫，他們選擇公開讚揚中國，是想滿足中國，以獲得更多資訊。報道取得的資料顯示，中國有3個不同的政府實驗室完全破解基因序列，卻在1個多星期後方選擇對外公開。錄音顯示，1月6日，世衛內部會議上有官員抱怨中國未提供足夠資料，難以評估病毒有效人傳人的程度，亦不能評估對全世界風險幾高，白白浪費時間。在另一場會議上，世衛駐華代表高力指中國政府直至中國中央電視台公布前15分鐘，才告知世衛相關資訊。世衛的衛生緊急項目技術主管克爾克霍夫則表示，他們獲得的資訊太少，無法做出適當規劃。
6月30日，世界衛生組織英文版官網更新內容，證實2019年12月31日世衛組織是根據武汉市卫生健康委员会的网站才得知武漢出現肺炎病例，而非中華人民共和國政府主動通報。中文版之后才更新相关描述。

### 诊疗标准
2020年1月26日，法国国际广播电台称，中国官方通报的新冠肺炎确诊数字一直低于专家评估是因为新冠肺炎病例需要通过三个阶段才算确诊。除了需要当地医院诊断为阳性以外，还需要通过专家组做出基于临床诊断的结论，最后将样本送到位于北京的中国疾病预防控制中心，检测为阳性后，才算为确诊。RFI认为，虽然过程看起来相当严谨，但是这其实是将诊断权交在国家卫生部门手上。如果没有中国疾控中心的确诊，病患只会被当做是疑似病患看待，一切医疗费用都得自行承担。其结果就是低估了确诊人数，以及有大量患者没有被及时隔离和治疗。武汉大学中南医院重症医学科主任彭志勇则向财新网表示，早期中国国家卫健委的诊断标准是“要有华南海鲜市场的接触史，要有发烧症状，全基因组测序，这三条标准都达到才能确诊。尤其是第三点，非常苛刻，实际上极少有人能去做全基因组测序”；1月18日中国国家卫健委调整了诊断标准，“确诊病人的数量就急剧增加了”。据中国青年报下属微信公众号冰点周刊报导，武汉的医生表示2020年元旦后，院领导曾拿着一本白色的手册向他们口头传达不明原因肺炎的上报标准。该手册由武汉市卫健委发布，但国家卫健委的专家表示早先并不知道该手册的存在。武汉市卫健委又发布过一本绿色的《不明原因的病毒性肺炎医疗救治工作手册》，由国家卫健委专家组和湖北当地专家大约在1月3日前后共同制定，但受访的武汉医生均表示未曾见过。白色手册相比于绿色手册多了一条《不明原因的病毒性肺炎入排标准》，受访医生均认为标准过于严苛。
1月28日国家卫健委发布的第三版新冠肺炎防控方案首次提出无症状感染者的概念，与确诊病例分开报告。2月5日至7日的几天内无症状感染者被算入确诊，但此后又分开报告。早期无症状感染者数据均不公开，直至2020年4月1日才被列入每日通报。
3月3日，《香港01》评论称，无症状感染不等于确诊，有「搬龍門」之嫌。 3月22日，《南华早报》报道，至2月底中国有约43000名无病症确诊者被隔离，但这些确诊人数并未计入官方的确诊数字。

### 死亡标准
自2022年12月7日中国卫生健康委员会推出「新十条」防疫措施后，官方通报的死亡病例数据和火葬场的实际情况严重不符，引发舆论质疑。北京大学第一医院感染疾病科主任王贵强在中国国务院记者会上表示，中国官方仅会将冠病阳性并死于呼吸衰竭的患者记作冠病死亡病例，死于其他基础疾病的感染者并不计入。美国约翰霍普金斯大学病理学助理教授马泽尔认为这样会遗漏很多病例。而亚太临床微生物学与传染病学学会会长Paul Tambyah表示，中国采取的标准和新加坡类似，这些国家对世界卫生组织的「冠病致死」定义采取了较为保守的诠释。相對於中國官方整個12月公佈的新冠死亡人數只有10人，英國醫療數據公司Airfinity則估計每日的死亡人數達9,000人 。

### 对疫情传播的估计
1月29日，由中國疾病預防控制中心、湖北省疾控中心等多单位共同完成的論文，发表于SCI医学期刊《新英格兰医学杂志》上，一時之間把該單位推到了风口浪尖。作者包括中国疾控中心副主任冯子健和湖北省疾控中心主任杨波以及国家卫健委高级别专家组成员、中国疾控中心主任高福等人。被廣泛質疑的原因在于这篇论文提到自2019年12月中旬以来，密切接触者之间已经发生了人际传播。
這篇题为《新型冠状病毒感染的肺炎在中国武汉的初期传播动力学》的論文稱，2020年1月1日前发病的病例中，55%与武漢华南海鲜市场相关，而在此后发病的病例中，仅8.6%与武漢华南海鲜市场相关。且根据论文中的一张图表，大多数最早的病例均报告了华南海鲜批发市场暴露史，但从12月底开始，与华南海鲜市场不相关的病例便呈指数增长。研究得出的结论是：有证据表明，自2019年12月中旬以来，密切接触者之间已发生人际传播。上述研究还显示，2020年1月1日之前，并无医护人员受感染发病；1月1日-1月11日之间有7位医务人员感染发病；1月11日-1月22日又有8位医务人员感染发病。医务人员在确诊病例中所占的比例，在上述三个时间段内逐步增加。論文還提到，到1月22日前，武汉已有425例实验室确诊病例。
这与武汉市卫健委当初的通告不符。武汉市卫健委的通报曾在2019年12月31日、2020年1月5日和1月11日三次称“调查未发现明显人传人现象”。直到1月16日，武汉卫健委通报才稍改措辞称，现有的调查结果表明，“尚未发现明确的人传人证据，不能排除有限人传人的可能，但持续人传人的风险较低”。1月20日，武汉卫健委通报里未再提及“不排除有限人传人”、“持续人传人风险较低”。武汉市卫健委对外披露情况时，曾在2020年1月5日和1月11日两次称“未发现医务人员感染”。到1月22日前，武汉已有425例实验室确诊病例，远超武汉卫生与健康委员会（武汉卫健委）公布的病例数。
中國科技部发通知强调，「在疫情防控任务完成之前不应将精力放在论文发表上」。浙江大学教授王立铭在新浪微博质疑，疾控中心在推斷12月中旬可能人傳人，1月初確認已出现人传人的情況下，为何直至1月20日晚上才由钟南山透露病毒可以人傳人。不過這言論在各方也尚存討論空間，因為即使匯報數據有爭議，疾控本身並無權為決策負責，故中心不具備隱瞞動機，且科學下筆較為謹慎，是根據地方上報彙整的數據評論，中心人員其實並不把握實際疫情，放上境外期刊也可能只是為了方便披露疫情。
同日，科學技術部在官網上證實已下發通知，要求將研究投入攻關任務中，把論文寫在抗擊疫情的第一線。翌日，財新網報道科技部已發出通知，要求各科技攻關單位將論文「寫在祖國大地上」，疫情防控任務完成前不應將精力放在論文發表。
對此，在1月31日中国疾控中心則是发布《中国疾病预防控制中心关于在新英格兰医学杂志发表文章的说明》解釋，澄清论文是根据此前已公佈的病例所做的回顾性分析，也由來自多個不同單位的專家分別擔任作者撰寫，並表示「所有病例在论文撰写前已向社会公布」等。此外，论文中提及的15名医务人员感染病例，最後是分别由国家卫健委高级别专家组组长钟南山于1月20日晚、武汉市卫健委于1月21日凌晨公布。不过，按說明的說法，论文若是根据截至2020年1月23日上报的425例确诊病例（包括15名医务人员）才開始計算數據，並火速撰寫文章內容而且通過審稿，修訂時間相對短，仍引發部分網民质疑。即到了1月29日成功發表外网之後，此人傳人相關研究的結論才回報給國人了解，也被懷疑作者意圖。这篇說明也并未回应，中国疾控中心是在什么时候得出“2019年12月份即在密切接触者中发生了人际传播”这一判断的時間點。

### 病原体保管级别相关问题
1月3日，国家卫生健康委员会办公厅发布《关于在重大突发传染病防控工作中加强生物样本资源及相关科研活动管理工作的通知》（国卫办科教函〔2020〕3号），表示“针对近期不明原因肺炎病例样本，依据目前掌握的病原学特点、传播性、致病性、临床资料等信息，在进一步明确病原信息之前，暂按照高致病性病原微生物（第二类）进行管理，相关样本的运输应当按照原卫生部《可感染人类的高致病性病原微生物菌（毒）种或样本运输管理规定》要求进行；病原相关实验活动应当在具备相应防护级别的生物安全实验室开展”，“已从有关医疗卫生机构取得相关病例生物样本的机构和个人，应立即将样本就地销毁或送交国家指定的保藏机构保管，并妥善保存有关实验活动记录及实验结果信息；疫情防控工作期间，各类机构承担病原学检测任务所产生的信息属于特殊公共资源，任何机构和个人不得擅自对外发布有关病原检测或实验活动结果等信息”。财新网报道称，该通知使未经授权的商业科研机构无法进行相应检测。财新网并引述一位专家话说，“甚至中科院武汉病毒所都一度被要求停止病原检测，销毁已有样本”。

## 检测公司相关争议
2022年1月12日，中国第三方医学检验行业的龙头企业金域医学旗下的郑州金域临床检验中心公司的区域负责人因引起传播病毒行为，被河南许昌警方立案调查并采取强制措施。
2022年，北京查处了部分未按规定进行核酸检测的核酸实验室。朝安医检所“时间精准、拿证快速”引发质疑。
6月7日，国家药监局官网发布《关于进一步加强新冠病毒检测试剂质量安全监管工作的通知》，要求各级药品监管部门对新冠病毒检测试剂，持续加强产品研制环节质量监管，严格落实企业和使用单位主体责任，严格落实地方政府属地监管责任。新冠病毒检测试剂注册人要切实加强产品全生命周期质量管理，对研制、生产、经营、使用全过程中产品的安全性、有效性依法承担责任。
截至2022年7月中旬，全国有40家机构资质被暂停，近350家被责令整改，并有多个第三方核酸检测机构被立案调查，相关人员被追究刑事责任。

## 社区大型文化活动相关争议
根据《楚天都市报》的报道，武汉市江岸区百步亭社区居民委员会于1月18日举行“百步亭万家宴”万人团圆饭活动、百步亭社区在疫情期间举行大型文化活动引起争议。1月21日，中共武汉市委副书记兼市长周先旺在接受记者采访时，就1月19日百步亭社区办万家宴一事回答道：“百步亭是中国群众自治非常好的一个样本，他们每年春节前都有万家宴的习惯。今年之所以继续举办这个活动，是基于之前我们对这一次疫情传播是对人与人之间有限性传播的这个判断，所以对这件事预警不够。后来确认人与人的传播已经出现了，就迅速采取各种措施，要求各种活动‘非必须不举办’。这一次百步亭聚集活动，虽然目前还没有交叉感染的情况，但确实给我们敲响了警钟。对这件事预警不够。”
2月5日，《新京報》報道曾舉行「萬家宴」的百步亭社區有居民發熱，社區已公布一批發熱門棟，同時引述一位匿名免疫學專家指潛伏期已過，推測應該與萬家宴無關。稍後，《經濟觀察報》了解到社區的一個單元網格已有至少10人確診，CT顯示高度懷疑的有30多人，輕症在家的有數十人，某屋苑55棟樓共有33棟出現發燒病人。
2月12日，澎湃新聞報道，1月15日曾有百步亭社區的工作人員看到官方通報開始提及「不排除有限人傳人」，擔心肺炎可能會如2019年12月在武漢一度流行的甲型流感一樣傳染，向居民委員會領導層申請取消萬家宴，未獲批准。

## 慈善组织物资發放争议

### 山東援漢蔬菜遭售賣争议
1月30日一篇題為「山東壽光援助武漢350噸蔬菜，武漢市紅十字通過超市低價售賣」的文章在微信和微博上流傳。據澎湃新闻报道此事，查到此次山东寿光市捐赠的蔬菜将由武汉市商务局组织武商、中百、中商三大商超集团按照低于市场价进行销售，扣除力资、运杂等费用后，所获款项全部上缴红十字会用於疫情。縣民捐助的菜卻用銷售的形式送出，銷售方與所得交由紅十字會處理的爭議瞬間引爆討論。
武漢市紅十字會則在官方微博發聲明澄清，稱從未接收任何單位、任何個人捐贈的「壽光蔬菜」，更沒有參與該批蔬菜的分配、售賣。BBC中文記者事後查閲發現，武漢市政府為實際低價出售捐贈蔬菜的主體，販賣的行為主要是考慮1100萬人的大城市為了有效分配易腐敗物資而做的決定。武漢政府最初決定將所得款項捐給紅十字會，但武漢紅十字會主要接受物資捐贈，所以最終決定捐贈給慈善總會。
此售賣事件的當事人之一，慈善總會則在2月1日回應財務狀況。他們表示已在網上公開了所有善款的查询功能，並承諾后续捐款使用情况将持续发布，确保每一笔捐款及使用公开、透明，歡迎各界從嚴監督，外界建議地方分支機構的慈善工作需要更加體系化、清晰化、並利用雲工具更新，並保證不被竄改，來贏得捐獻者的信任。

## 科學研究相關争议
2020年2月4日，中國科學院武漢病毒研究所在官網發文，提及「對在我國尚未上市，且具有知識產權壁壘的藥物瑞得西韋，我們依據國際慣例，從保護國家利益的角度出發，在1月21日申報了中國發明專利（抗2019新型冠狀病毒的用途）」。《明報》報道，瑞德西韋是美國吉利德科學研發中的未上市藥物，引發網民質疑中國是否惡意搶註專利，《中國科學報》引述知情人士稱不申報則難以保證供應及價格，且申請的不是產品專利，只是運用上的用途專利，認為是無可厚非，全球健康藥物研發中心主任、清華大學藥學院院長丁勝則對《新京報》表示申請成功可能性不大，又認為中美臨床合作背景下提出其他訴求是不合時宜。對此，吉利德則回應「公司的核心关注在于病人，不希望卷入专利纠纷」。
2020年4月13日，now新聞台報道，上海復旦大學及中國地質大學（武漢）4月初曾在官網發出通知，指因應中國國務院應對新型冠狀病毒肺炎疫情聯防聯控機制的科研攻關組輿論專班3月尾會議要求，論文若涉及疫症病原體嚴重急性呼吸系統綜合症冠狀病毒2型（SARS-CoV-2）的源頭問題，需要由學校學術委員會審核後上報，經當局審核，「從嚴從緊管理，重點審核論文的真實性以及是否適合發表」後，才能發表。中華人民共和國教育部科技司職員承認有此指令，但指這是內部文件，否認公眾應該知道。有匿名科研人員擔心做法是不容許透過研究追查病毒源頭，避免外界將源頭指向中國，並擔憂若研究成果不同於官方論述，有機會遭打壓或阻礙重要研究。2月在《新英格蘭醫學雜誌》與中國大陸專家共同發表研究成果的香港中文大學許樹昌指中國大陸當時未有額外審查，而《中國流行病學雜誌》編輯則透露一向有類似操作，所有有關這病毒的論文均涉及重大議題，發稿前必須「過足三關」。另有研究人员担忧，审查可能推迟重大研究成果的发布。
2021年11月12日中华人民共和国四川省政府发布新闻稿称，根据该省对2.2万例社区居民中药预防对照研究显示，中药对整体人群的保护率为91.8%，对16-60岁人群保护率则达到95%，保护能力均优于国药集团北京生物制品研究所所研发的眾愛可維2019冠狀病毒病疫苗。

## 外交部言論相关争议
嚴重特殊傳染性肺炎疫情暴发後，中國大陸官方和民間都有將該疫情與美國的流感相比較，例如外交部發言人華春瑩批評美國流感造成逾萬人死亡，比嚴重特殊傳染性肺炎高，她引用美國疾控中心的報告指出，2019至2020年流感季美國總共有1,900萬人感染，至少1萬人死亡，而中國嚴重特殊傳染性肺炎疫情死亡人數雖多，但中國的人口是美國的近五倍，以此凸顯美國公共衛生防控失策、民眾的生命健康得不到有效保障。又以此批評美方沒權利對中國的事指手畫腳。2月下旬，一篇流傳甚廣的文章在中國大陸各大社交平台轉發，文章表示，據美國疾病管制中心最新統計，截至1月25日，估計在當季流感季美國至少有1,900萬人染病，18萬人住院，1萬人死亡，其確診人數及死亡數遠高於嚴重特殊傳染性肺炎的感染及死亡人數。該文又質疑為何外界的注意力卻大多放在嚴重特殊傳染性肺炎上。而據2019年復旦大學和北京疾病預防控制中心等機構聯合調查，中國每年死於流感的人數在2010至2015年間平均達8.81萬人，相關數據和相關論文都發表在國際權威醫學刊物《柳葉刀》上。在死亡率方面，據中國國家統計局官網上數據，中國每年在1,000萬人中有629人死於流感，而美國近年來的流感是每1,000萬人約305人死亡。在全球約75億人口中，中國大陸佔14億人，美國3.3億人，在正常年份，全球流感死亡率為萬分之0.63，中國為萬分之0.63，美國為萬分之0.3，即是中國每年流感死亡率和全球死亡率相同，而美國的流感死亡率是全球和中國的一半以下。此外，中美兩國統計流感死亡的方式不同，美國統計方式的理由與世界衛生組織相同，比如患有肺炎、心臟病的病人因患上流感導致病情惡化而死亡，美國會將之歸為死因系「流感」，而中國大陸則將其死因歸為肺炎、心臟病。

## 新闻媒体相关争议
2020年1月14日，香港專家組前去武漢考察，香港媒體追訪期間，now新聞台、香港電台、商業電台、無綫電視等多家香港傳媒機構的記者，於早上前往武漢市金銀潭醫院採訪肺炎疫情時被公安帶走扣查，被要求刪除在醫院內拍攝的新聞片段。記者被要求交出電話和攝影器材檢查，公安又記錄記者證。扣查約一個多小時後獲放行。
1月22日，國務院新聞辦公室、國家衛生健康委員會联合召開記者會交代事件。有香港記者戴上口罩去發布廳，被國務院新聞辦公室職員以拍攝為由要求除下口罩，又要求戴口罩的離開，只可以去其他房間看直播，此举被批评与衞健委此前呼籲民眾戴口罩的建议不符；《星島日報》報道職員當時稱房間有新風系統，又指記者會現場有人咳嗽。1月26日，國務院新聞辦公室再舉行記者會，職員沒有再要求記者取下口罩，大部分記者及職員都戴上口罩，且所有人入大樓前均須測量體溫。
1月27日，《人民日報》及《環球時報》發文介紹火神山醫院首建築落成時使用的建築照片，被BuzzFeed批評是網絡上一間公寓的資料圖片，指配圖屬錯誤資訊，BuzzFeed更將報道歸入網站的假新聞標籤。《環球時報》的相關報道網頁之後被刪除。
1月29日，香港有線新聞《有線中國組》報道指，《北京青年報》等一些傳媒關於肺炎疫情的調查报道遭刪除。節目亦訪問到2間傳媒機構記者，他們指感覺報道的「紅線」在收緊，其中一位說負面稿件，如一些病人治療不當或是指出交叉感染風險的稿件難以獲批，上級要求以正面宣傳為主；而另一位後方支援記者就指有些「敏感」稿件明知會被刪，還是會先試著發出，期待社交網絡可以廣傳相關報道的截圖，雖然知道新聞審查，但還是會有喪氣感。
2月7日，英國廣播公司（BBC）報道李文亮之死時，提及中國一名新聞編輯向BBC中文網透露，任職傳媒「不意外」地收到命令，要求不得評論或「炒作」李文亮死訊，這名編輯還說收到指令時就確信李文亮已死。翌日的報道又提及，深入一線的中國傳媒《三聯生活周刊》微博賬號被禁言7日，引述知情人士指周刊已接到上面命令，要求「轉換下方向」。
2月10日，环球网记者白云怡在新浪微博上称，武汉市中心医院难以收到医疗物资捐赠：“一大原因是，民间现在很多捐赠者和企业因为对李文亮医生的事情感到愤怒，点名说‘不捐给武汉中心医院’……但现在这些一线的医生，却恰恰成为了愤怒的社会舆论的二次伤害对象。社会上的一些言论和行动，可能都是出于单纯的爱憎，或毫无心机的‘正义’，他们也可以理解……但一些言行现在已为李文亮的同事、一线的医护人员们造成了身体与精神的二次伤害。”该微博引发关注讨论。同时，环球网发表其署名，题为“因李文亮医生之死遭迁怒 武汉中心医院受捐防护物资告急！”的报道。一些新浪微博用户质疑白云怡的报道是“挑拨医院和捐赠者之间的矛盾”，也有质疑认为该报道没有提及应为物资提供主导的政府调拨。
另有微博用户要求白云怡提供“医院证词、物资对比、或将矛头指向武汉市中心医院的企业现身说法”的证据，并向微博官方和环球时报主编胡锡进的微博帐号投诉其涉嫌造谣。在微博评论中，有人指出白云怡在此前的香港抗议事件中的报道中已存在污点。
目前，白云怡原微博，凤凰网报道及新浪网、新浪微博转载都已被删除，仅东方新闻网转载存在。
2月11日，《新京報》查證事件，受訪的多名醫護人員均表示他們確實缺物資，但就認為與李文亮事件無關，是物資供不應求及不少民間捐贈不合標準的緣故。
同日，《環球時報》報道廣州援鄂醫療隊負責人張挪富晤傳媒時，請求媒體不要再渲染醫護人員受感染問題，指這個階段已過，現時嚴格防護，無需放大問題，否則會對援助的醫護造成身心負面影響。《北京日報》記者在報章刊文支持刪除「渲染悲情」的自媒體文章，指這類文章會對隔離病區的患者帶來巨大影響，形容是除病毒感染外再受到「輿論感染」，又指作為記者有責任「守住輿論陣地」，「為患者們還原一個最真實的武漢」。
同日，湖北媒体《长江日报》评论文章《相比“风月同天”，我更想听到“武汉加油”》、《汉网》评论文章《“疫”流而上，何不多给武汉市长暖暖心》引发争议。前者說日本捐贈物資的「山川異域，風月同天」字樣很暖心，但更希望聽見「武漢加油」，「奧斯維辛之後，寫詩是殘忍的」；對此，《人民日報》微評論認為現在不是爭論表達問題的時候。
2月11日，《环球时报》《新京报》《香港01》等多家中文媒体报道，美国总统唐纳德·特朗普预测嚴重特殊傳染性肺炎疫情在四月会消失。而《Newsweek》《Metro》等多家英语媒体引述推文指出，特朗普称习近平认为疫情将在4月份消失。
2月12日晚的《新闻联播》中，受访者“武汉汉江方舟医院首批出院患者 张芬”表示“住进来之后住得还不想走了”“担心自己变胖”，招致一定的质疑。
疫情期间出现较多民众进入政府、派出所、医院等地，扔下钱款或物资后不加解释拔腿就跑的新闻。2月20日，光明网评论员文章指出多数公众对于此类新闻或是将信将疑，或是不信且质疑，新闻引发的社会效应与推出新闻本意所期望的社会效果大相径庭。文章认为「扔了就跑」不论动机为何，均是不值得提倡的，公权力机关收取公民个人财物受到法律法规禁止，公民也不能以钱物来表达对公权力的意愿。
3月2日晚，湖北卫视《众志成城战疫情》特别报道刊登采访者信息时，出现了“江苏省合肥市”的错误，一度引发争议。除了湖北卫视，湖北广播电视台旗下的湖北经视、湖北公共等频道联动推出的疫情特别节目，亦出现了多处错误。一些网友认为，湖北新闻媒体从业者总体素质处于低下水平。
3月10日，中国《人物》杂志在网上发布了3月刊文章《发哨子的人》，内容是对武汉市中心医院急诊科主任艾芬的专访——艾芬在嚴重特殊傳染性肺炎疫情中率先向外界披露疫情，由此遭到了“前所未有的、非常严厉的斥责”。由于文章发布当日恰逢习近平在疫情暴发以来首次视察武汉，这篇文章发出后不久在微信公众号及多个新闻网站被删除，《人物》杂志本期出刊也受到影响；不过有网民接力，将该文转化成各种文字各种版本（如倒排、侧排、繁体字、英文、甲骨文、颜文字、摩斯密码、火星文、盲文等），不断挑战网络审查底线。
随着全球疫情的发展，英国的“群体免疫”策略備受爭論，《三联生活周刊》的袁越摘文，認爲英國政府是根據自己國情做出的決斷，是「更高级的人道主义」，引起國内批評，認爲這是拿民衆生命賭博，消極無為、不負責任，將造成難計其數的民眾傷亡，冷血而殘酷的「人道主義災難」。
2月26日，中国中央电视台的《新闻联播》报道了中共中央宣传部、国务院新闻办公室指导，五洲传播出版社和人民出版社联合编辑、出版的《大国战“疫”》一书即将推出，内容介绍在以习近平同志为核心的党中央集中统一领导下，中国人民抗击肺炎疫情的情况。此书在书评网站豆瓣的页面一度评分极低，不少网络用户表达了质疑，之后其版面关闭了评论。包括湖北省作家协会主席方方在内的一些民众认为，在疫情尚未得到完全控制的情况下，出版这样大唱赞歌的书是不合时宜的，无视了人民所经受的苦难。
3月14日，《人民日报》在微博等平台发布两张《纽约时报》Twitter截图的对比。《人民日报》指出，两条推文发布时间相距二十分钟，对中意两国采取的封锁措施的评价却带有褒贬评判，构成“双重标准” 。事发的第二天，纽约时报中文网发布了观点文章批评意大利政府的封锁措施对居民生活造成影响。
5月8日，歐盟駐華代表團在官網發文，指歐盟駐華大使及27個歐盟成員國大使在中歐建交45周年時撰寫紀念文章《在全球危机中纪念中欧建交45周年》，發給《中國日報》及《人民日報》後，被要求刪去提及病毒起源及傳播的句子，否則中華人民共和國外交部就不准發表。代表團向中國外交部提出反對，並對《中國日報》刪改文章深表遺憾，而《人民日報》就未有刊登文章。聲明並指，文章及後發給另一些中國傳媒，當中部分傳媒刊登時未有刪改。
6月，在北京新发地爆发聚集性疫情后，部分媒体在报导新增病例时提到病例均为外省户籍。
11月26日，哈勒大学医院病毒学家凯库勒（Alexander Kekulé）在德国电视二台一個以德国应对新冠措施为主题的節目中說，目前在世界传播的新冠病毒99%是首先出现在意大利的一种变异体，称之为G变异体（G-Variante），又說新冠病毒最初是来自中国，後來传播到意大利发生变异。11月28日，中国环球电视网截取了节目片段，删去了凯库勒认为新冠病毒源于武汉的表述，并将凯库勒的原意「目前在世界传播的新冠病毒99%是首先出现在意大利的一种毒株而非在武汉的毒株」曲解为「新冠病毒并非来源于武汉」。被曲解的视频片段在中国的互联网上广泛流传，凯库勒对这一宣传手法感到吃惊。
2021年7月30日，中国新闻网报导称瑞士生物学家威尔逊·爱德华兹(Wilson Edwards)在其社交媒体上发文指出，有世卫组织内部消息人士和一些科学家向其表示由于他们支持中国和世卫组织的新冠溯源报告结论而受到美国的施压恐吓。类似的内容也见于参考消息，并被央视网评论引用。2021年8月10日，瑞士驻华使馆在微博表示，瑞士并无姓名登记为Wilson Edwards的公民，生物学界也没有署此名的文章，并且发表评论的脸书帐号于2021年7月24日开设且仅有一条评论，认为关于「瑞士生物学家威尔逊·爱德华兹」的新闻不实。
2022年上海疫情期间，部分媒体被指“报喜不报忧”，引发争议。
2022年8月，海南省爆发聚集性感染，有8万名游客滞留三亚，这些游客多数来自上海。上海媒体澎湃新闻连续几天头条报导游客滞留期间酒店涨价，离岛机票一票难求，其中「吃一顿7000」刻意夸大事实，和网传消息不符。8月8日，自媒体「职场观知局」在微信公众号发文，斥责澎湃新闻片面报导、带节奏，质疑澎湃新闻嫉妒海南经济增速高于上海、海南自贸港威胁上海的地位。海南日报和海南网络广播电视台均转载了这篇文章，引发争议。部分网友指责澎湃新闻常常刻意制造负面话题，部分网友认为新闻中的乱象在三亚真实存在，也有网友认为指责澎湃新闻的文章完全在宣泄情绪，并未指出新闻中的报导错误。随后海南日报将转发删除。
2022年9月初，在微博“#伊犁超话”、“#伊犁疫情（新疆伊犁聚集性疫情）”两大话题下，新疆伊犁哈萨克自治州的许多网民接连发声，讲述/控诉伊犁封城近40天来的种种防疫乱象，并向外界求助，引发网民关注。其中，多名发声的伊犁网民收到了来自当地警察或社区的警告，要求删帖。有多位微博网友称，伊犁疫情等内容持续遭到了压制，即便网民关注度很高，也迟迟上不了热搜。当地民众无奈采取向其他博主私信、借用其他地区疫情话题（#成都疫情、#贵阳疫情）的方式寻求关注。新疆伊犁疫情网民求助遭封锁。然而9月7日，新疆官方新闻媒体天山网宣布伊犁景区重新开放，更引起当地网民不满。几天中，有大量内地网友也参与进来，帮助转发、重制被404的帖子，借助各种渠道帮助新疆发声。有网友说，因为自己经历过上海封城，所以更能体会他们的绝望。9月9日晚，伊犁哈萨克自治州人民政府新闻办公室召开疫情防控新闻发布会，称经有关部门调查核实，关于老人因饥饿上吊自杀的帖子不属实，是别有用心的人通过张冠李戴编造的谎言，有关部门正在依法依规予以严肃处理。
2022年11月1日，甘肃省兰州市七里河区一男孩系因“一氧化碳中毒”，经送医，抢救无效死亡。11月1日晚间，一位目击者透露，孩子晕倒，在救护车迟迟未到的情况下，孩子家人欲自行送医，但遭遇防疫卡口工作人员的阻拦，后在周围人的帮助之下，才得以送医
。3岁童因封控失救死亡有关事件的视频等发帖在社交媒体上立刻引起关注，迅速冲上微博热搜，但很快就被撤下。相关的评论很多也被屏蔽，男童父亲回应事件经过的话题也被删除。该事件引发当地民众愤怒，西园和临近的小西湖社区民众纷纷聚集抗议当局的野蛮封控。视频显示，当晚大量特警手持盾牌棍棒，列队进驻当地社区，镇压民众抗议。后续网传消息显示，事发地七里河上西园附近11月2日凌晨突然断网，官方通知“系统升级”。3日凌晨当地大量居民的手机夜间微信被其他设备偷偷登录，紧随其后乌鲁木齐、呼和浩特、郑州、深圳以及青海等地的网友也纷纷爆料，自己的手机也被半夜登录。这些城市都因为长期封控导致民怨沸腾。此前11月2日，联通创投与腾讯创投新设合营企业获批的消息引发关注。3日下午，微信官方被迫回应此事。微信团队的声明证实微信确实会出现“未知设备”登录的情况，并试图为此给出“合理解释”。但其説法备受质疑。

## 涉疫人员个人信息泄露争议
2020年2月9日，国家互联网信息办公室发布了《关于做好个人信息保护利用大数据支撑联防联控工作的通知》。通知第3项规定，为疫情防控、疾病防治收集的个人信息，不得用于其他用途。任何单位和个人未经被收集者同意，不得公开姓名、年龄、身份证号码、电话号码、家庭住址等个人信息，因联防联控工作需要，且经过脱敏处理的除外。但仍有多起涉疫人员个人信息被泄露的事件发生。
2020年春节期间，多地武汉或湖北返乡人员在接受流行病调查后，个人信息被泄露。含有姓名、住址、电话、身份证号、返乡车次、下榻酒店及房间号、每日体温统计等信息的返乡人员情况摸排表格在各微信群里广泛传播。不少人反映收到陌生人的电话或微信骚扰，让他们感到恐惧。有返乡人员要求停止传播，但遭到群友回应「非常时期还谈什么隐私啊」。媒体表示返乡人员的个人隐私受法律保护，即使是在特殊时期，也不例外。政府应当只索取必要信息，并加大保护力度，严惩故意泄露信息的行为。
2020年上半年，湖南省益阳市赫山区、广西壮族自治区富川瑶族自治县、云南省文山州、浙江省平湖市、山西省晋城市、浙江省宁波市北仑区、山东省胶州市、河北省三河市等地都发生了涉疫人员个人信息被泄露的事件。一些医护人员、警务人员、社区工作人员或疫情防控人员，利用职务之便，将新冠患者、疑似患者或密切接触者的个人信息传到微信群，并导致其在当地扩散。涉事人员均已受到训诫、停职、行政拘留、罚款等处罚。
11月9日，上海市宣告一起新增病例。随后，可能是病患同事的流行病学调查报告被广泛传播，内含其姓名、身份证号、电话、住址、身高、体重、行动轨迹等详细信息，以及其父母、女友的身份信息。11月12日，上海市静安区疾控中心的工作人员表示在核查此事，并表示内部已发文重申信息安全问题。
2020年11月，随着天津市滨海新区发现新的本地确诊病例，一份来自非正常渠道的《关于天津市泰达医院报告一例新冠肺炎阳性检测病例的初步调查报告》开始在社交媒体传播，里面记录了确诊病例杨某和其家人的详细家庭住址、手机号等信息，以及杨某近14天全部行程，包括他在不同场合接触过的人的姓名和手机号码等。而杨某的朋友赵明（化名）与杨某接触的细节，包括赵明的住址和手机号也在其中，导致赵明的手机不断有陌生人的来电。赵明也认为此次疫情暴露出来当事人身份信息遭泄露的问题，应该得到重视。
2020年12月8日，在成都市公布了3例新冠肺炎确诊病例后，确诊患者赵某的个人隐私信息在多个社交平台上被泄露，涉及的图片包含了其姓名、身份证号码、家庭住址、照片等信息。成都市公安局网络安全保卫支队表示已对此展开调查。而一张坐在车内、穿白色裙子的女子的照片更被网传为赵某本人，其后照片中的人物辟谣称她在三亚游玩，自己并非此次疫情的当事人。此事件引发网民争议，认为曝光隐私的行为已经构成了网络暴力。《成都商报》微博亦对此发表评论，强调“保持平和心态和理性态度，消除内心恐惧，才能更好地缓解焦虑情绪，汇聚起做好常态化疫情防控的正能量”。中国中央电视台新闻主播海霞更为此发表评论，指出「她的個人隱私被洩露，很多網友對她的個人生活評頭論足，甚至公開謾罵。我想說的是，她對疫情的傳播該負什麼樣的責任，這需要調查認定。另外，如果她真的有責任，這也不是曝光她個人信息的理由，這事情一碼歸一碼，而且人肉曝光個人信息涉嫌違法。至於個人生活，這不該是公共話題，防疫才是」。海霞還稱“我們的敵人是病毒，不是感染病毒的人”。12月9日，赵某在今日头条头条号發文，表示自己之前的工作是在酒吧負責氣氛和營銷，發現確診後第一時間配合調查。她还说，隔離期間看到網絡上關於自己的流言蜚語、誹謗和謾罵，不理解為什麼被那麼多人攻擊，自己亦都是一個受害者，并在此向成都市民道歉。同日上午，中共四川省委书记彭清华在前往成都市调研指导疫情防控工作时指出要注意保护患者隐私，坚决制止网络暴力。同日，成都警方通報，散布洩漏趙某私隱的男子王某已被行政處罰。
2020年12月11日，重庆彭水县报告1例境外输入无症状感染者，其家所在的九龙坡区中昂彩云台小区4栋被全面实行封闭管理，居民已进行核酸检测。12日上午，该名无症状感染者徐某某的个人信息遭到了泄露，徐某某表示自己心情不好，电话已经被打爆。其后徐某某报警处理此事，警方正在通过网络溯源查明泄露人。
2020年12月下旬，重庆市渝北区人民法院受理并审结一起涉疫情侵犯公民隐私权纠纷案，判决被告重庆某营销策划有限公司在其注册管理的公众号及权威报纸刊登书面道歉信，向原告赵某道歉，并赔偿赵某精神损害赔偿金1元。该案件的起源为2020年7月14日，重庆市沙坪坝区西部物流园一冷冻仓库部分厄瓜多尔进口冻南美白虾外包装新冠病毒核酸呈阳性，相关部门对涉事产品及购买人员进行核酸检测。不久后，重庆某营销策划有限公司却将一份名为《重庆已购进口白虾顾客名单》的文章发布在其管理的公众号供下载。该名单包括原告赵某在内的重庆各区县一万多名购买进口白虾人员的姓名、家庭住址、身份证号码、手机号码等详细个人信息。原告赵某一纸诉状将被告重庆某营销策划有限公司告上法庭，要求被告在案涉公众号及权威报纸刊登书面道歉信，并赔偿原告精神损害赔偿金1元。
2020年12月23日，在沈阳市通报1例确诊病例后，患者尹某某及其家人的個人私隱信息，包括姓名、身份證號、手機號碼、家庭詳細地址等在網絡上傳開，並遭到言语攻击。尹某某的家屬表示自己的精神處於完全崩潰狀態，尹某某表示希望有關信息不要再繼續轉發擴散，並表示有關部門應該對洩露資料的人一查到底。而瀋陽警方已經就事件展開調查。
2020年12月底，北京健康宝被曝发生个人信息泄露事件，其照片、身分證號碼及相關核酸檢測信息被放上網售賣，包括3元打包「時代少年團」7人的健康寶照片、2元打包70多名藝人健康寶照片，以及1元出售1000多名藝人身分證號碼等。有關買賣交易最先出現在明星「代拍」行業的群組，只需在“北京健康寶”小程序中註冊本人信息，通過「健康服務預約查詢」中的「他人核酸檢測結果代查」，輸入明星姓名與身分證號碼，毋須再次人臉識別，即可獲得相關明星的健康寶照片，甚至可得到該人的檢測結果、檢測機構及檢測時間。随后经媒体查证，部分明星的資料屬實。而負責研發北京健康寶的北京中關村科學城城市大腦公司一名公關稱，該公司正跟進事件，有相關信息會及時公布。此前，北京市政府曾表示「北京健康寶」的個人信息以脫敏形式呈現，非常安全。2020年12月30日，健康寶查詢他人信息功能已加密。
2021年1月4日，北京市公安局通报，某航空安保公司员工因传播患者初步流调报告，造成患者及其家属、同事的隐私被泄露而被处以行政拘留。
2021年1月6日，在杭州市通报一例境外输入复阳无症状感染者后，发现该无症状感染者身份信息、联系电话等个人信息在互联网上大面积传播。翌日，杭州市政府官方微信号“杭州发布”发布通报，西湖区某医院院感科医师因故意泄露流调报告内容，侵犯他人隐私，被行政拘留5天。同日，黑龙江省黑河市公安局发布消息，于1月5日、6日处理两起疫情期间故意散布他人隐私信息治安案件，3人被行政拘留，4人受行政罚款。
2021年1月8日，云南省丽江市宁蒗彝族自治县纪委监委通报，西布河乡工作人员马海某某在处置疫情流调过程中，擅自将公函发在微信群中，导致密切接触者梁某等人的个人信息在微信朋友圈泄露，造成了不良影响。宁蒗县纪检监察机关已对纪律意识不强、处理方式不当的马海某某给予党内警告处分；对落实纪律不严谨，党员管理教育疏忽、监管不到位的西布河乡党委进行通报批评。
2021年1月10日，河南省偃师市公安局发布消息称，1月7日上午，偃师市居民高某（男，城关镇人）未经市疾控中心工作人员同意，私自将通过非法途径获取的有关疫情防控的相关人员信息发送到微信家庭群中，其姐姐高某某查阅后在微信工作群散播。公安机关依法对二人行政罚款500元、行政拘留5日。
2021年1月23日，随着上海市出现新的本土确诊病例，当日卫健部门公布的疫情流調報告仅提及了主要活动场所，并未提及病例的性别和年龄。北京市也在翌日公布的流調報告隱去確診病例的年齡、性別等信息。事后中国大陆官方媒体对此做法表示支持，认为此举“在於把握好信息披露的分寸，拿捏好公權與私權的邊界”。
2021年9月，福建省莆田市和黑龙江省巴彦县的病例先后遭到网络暴力，其隐私通过流行病学调查报告被部分网友打探并传播。澎湃新闻发表评论称流调报告不应成为窥探隐私的工具。
2022年1月，一大学生从天津返回大连，在其核酸检测阳性后，因个人流调信息泄露而遭到网络暴力。

## 对感染者及康复者的歧视
由于对传染病固有的偏见，不少感染者及康复者受到歧视。部分患者个人信息被泄漏后遭到网络暴力，也有部分患者在康复后被周围人冷落嫌弃或是被单位解除劳动合同。2020年4月，中华人民共和国最高人民法院明确不得以新冠肺炎为由解除劳动合同。
2022年，中国多地爆发新一轮感染，网络上对感染者的称呼也发生了变化。阳性病患被戏称为「小阳人」、「羊」甚至「两脚羊」，而对病患的隔离管控措施也相应地被称作「抓羊」。健康时报表示这一类去人性化的称呼并不尊重病患和防疫工作者。
2022年5月底，知名博主「我是小妖怪的人」称自己因曾感染新冠肺炎而失去了第一份工作。
2022年夏，中國多地出現歧視新冠康復者的事件；浙江13家博物館等規定參觀需「歷史無陽」；新冠康復者求職時被企業歧視。因此也有地方要求不得歧视新冠阳性康复者。也有專家表示新冠康复患者并不具备传染性。
2022年7月8日，广东佛山大剧院发布公告，要求曾罹患新冠肺炎的民众不得入场，遭质疑是歧视确诊过的人而引起舆论挞伐。当地时间11日晚上，“佛山大剧院”在微博道歉，表示将立即更改相关规定，不过，中国媒体第一财经记者发现，这一涉及歧视的规定早已在7个多月前即公告。
2022年8月1日，人力资源和社会保障部、国家卫生健康委员会发布《关于坚决打击对新冠肺炎康复者就业歧视的紧急通知》，严禁用人单位、人力资源服务机构以曾经新冠肺炎病毒核酸检测阳性为由，拒绝招(聘)用新冠肺炎康复者。2022年8月16日，人力资源和社会保障部、最高人民法院发布《关于加强行政司法联动保障新冠肺炎康复者等劳动者平等就业权利的通知》，再次重申严格禁止歧视新冠肺炎康复者等劳动者，并就加强就业歧视案件审理工作作出部署。

## 中国政府被世卫独立专家小组批评的争议
2021年1月18日，由世界卫生组织总干事谭德塞委托的一个独立专家小组针对疫情发布了调查报告，批评中国政府在疫情初期应该更有效压制疫情扩散，却没有及早采取遏制措施，导致疫情在全球扩散。该独立小组也在报告中强调，这些失误不该成为他国领导人在防疫上屡屡失误的藉口。报告指出，即使卫生官员发出了明确的警告信号，但是“在太多的国家，这一信号被忽视了”。
中国外交部发言人华春莹19日回应这个报告时说，“我们当然应该努力做得更好，我想不仅是中国，美国、英国、日本或者任何一个国家都应该努力去做得更好，因为我觉得在事关公共卫生这样的问题上，永远都是没有最好，只有更好。”

## 中国拒绝调查新冠病毒起源争议
世卫组织认为，病毒从武汉一个实验室泄露出来的可能性仍然存在，将继续调查实验室理论。世界卫生组织总干事谭德塞于2021年7月15日公开敦促中国对世卫第二阶段调查给予更多配合，提高透明度，并提及在中国溯源的第一阶段调查遭遇了挑战，关于病毒最初传播阶段的原始数据没有得到分享。
7月19日，中国外交部发言人赵立坚主持例行记者会。 有记者提问称2020年6月中国网民曾发出一封公开信，呼吁世卫组织调查德特里克堡实验室。赵立坚认为应该在下阶段的新冠病毒溯源工作中应对美国德特里克堡以及其他同样存在泄漏隐患的美国病毒实验室进行调查。而不是在未得到进一步线索和确凿证据的同时反复针对中国进行调查。
8月13日，中国外长马朝旭拒绝世卫组织关于进一步溯源调查的呼吁，批评世卫组织的调查计划「对常识的不尊重和科学的傲慢态度」。同年12月，谭德塞再次敦促中国须更加积极地提供与冠状病毒来源有关的数据和信息。
2022年2月4日，来自法国，美国，印度，日本，德国，英国，澳大利亚的20位学者在北京奥运开幕之日联名发表公开信，呼吁遵守奥运会宪章，尊重人类尊严，彻底调查新冠病毒的来源。并谴责中国政府阻止对病毒源头的调查，以及颁布法令禁止中国科学家在未经政府批准的情况下发表关于该大流行病起源的研究等等。

## 其他争议
2月2日，中華人民共和國駐以色列大使館臨時代辦戴玉明在以色列特拉維夫的記者會上認為各國限制中華人民共和國公民入境做法錯誤，令人聯想二戰猶太人遭遇，指猶太人大屠殺時，很多國家對尋求幫助的猶太人關閉大門，只有中國等少數國家伸出援手。中華人民共和國駐以色列大使館隨後發聲明，說無意將大屠殺的黑暗歷史與現時局勢及以色列政府保護公民的努力相比較，如有人錯誤理解訊息，大使館願意致歉。《明報》提及以色列已因應疫情，1月30日起拒絕2星期內到過中國的非公民入境。
中國外交部發言人華春瑩2月3日在記者會上表示，中華人民共和国政府“自1月3日起，共30次向美方通报疫情信息和防控措施。两国疾控中心就疫情相关情况多次进行沟通。”香港《蘋果日報》将上述发言理解为，華春瑩“失言洩露”從2020年1月3日起已經通報美國當局2019新型冠狀病毒“疫情嚴重”。台湾中央廣播電臺则认为，“網罵你給美方說30次、給國民說幾次”，“但由於中國人民普遍在鐘南山於1月20日作出警告後才知道事態嚴重，因此引發了國內的怒火”。但外交部网上记者会原文并无表述“1月3日起已經通報疫情嚴重”。
2月9日，中國山西衛視停播電視劇《紅高粱》並改播其他節目，有網民向電視台官方微博查詢，獲回覆劇集後20集涉及抗日情節，考慮到日本友好援助中國抗擊疫情，決定暫停播出，今後再播。
2月20日，原央视主持人邱孟煌（阿丘）在新浪微博留言：“此时，虽然东亚病夫的牌匾早已踢碎了一个多世纪了，但我们可不可以说话语调稍温和并带些歉意，不怂也不豪横地把口罩戴起来，向世界鞠个躬，说声：对不起，给你们添乱了。”该微博一经发表，立即引发了中国大陆部分网民的强烈不满，例如一篇被中国大陆网民广泛转发的文章指称邱孟煌“为全球跃跃欲试的排华行为提供道德依据”。事后邱孟煌虽然删除了涉事微博，不过仍然持续遭到中国大陆部分网民的谩骂与攻击。该事件发生后，新浪网援引中国中央电视台总编室知情人士说法，称邱孟煌已被彻底封杀，其主持的一档节目于2019年年底就由央视进行了调整。
2月27日，游戏《瘟疫公司》被发现在中国区App Store下架，游戏开发商Ndemic Creations随後发表声明称《瘟疫公司》“经中国国家网信办审查存在违反国内法律内容”而从中国 App Store 下架。3月2日，《瘟疫公司》在Steam中国区下架。
2020年3月，意大利著名調查記者蓬皮利（Giulia Pompili）在Il Foglio發表報道指義大利政府購買由中國代表團帶上31噸醫療物資。並引述消息指：迪馬約此前致電中國國務委員兼外交部長王毅、並提出採購，並由其協調聯絡可供貨的中國廠商。同時，蓬皮利（Giulia Pompili）批評迪馬約感謝中國施以援手，旨在誤導民眾，配合中國官媒近日的“慈善中國”主題展開，並非中意兩國官方所宣傳的「捐贈」。
3月13日，纽约时报报道，称在世界各国面临严重疫情情况下，中国作为口罩出口国囤居口罩；并引用加拿大口罩制造商Medicom高管的话，称中国未能为口罩出口提供许可。
4月21日，美國密苏里州总检察长、共和党人艾瑞克·施米特在美國密苏里东部联邦地区法院对中華人民共和國政府、中国共产党、中華人民共和國國家衛生健康委員會、中国科学院和武汉病毒研究所發起訴訟。艾瑞克·施米特称，中華人民共和國政府对全球谎报了嚴重急性呼吸綜合症冠狀病毒2型的危险性和传染性，让吹哨人噤声，对病毒的传播几乎没有采取任何措施，导致疫情全球蔓延，從而使得密苏里州居民承受了可能数百亿美元的经济损失。4月22日，中国外交部发言人耿爽表示，密蘇里州的诉讼纯属是恶意滥诉，中国各地政府在疫情防控方面所采取的主权行为也不受美国法院管辖，美方应驳回滥诉。
4月27日，演员姚晨在微博转发“一位南京民营单位护士自愿援助武汉，援汉结束后也没有掌声和优待，就连返回的车票都是自己默默买的”的文章，并附言“谢谢你，贾晓月”。其后，贾晓月本人对此篇文章否认。同日晚，姚晨发文致歉，指出其转发的本意仅仅是希望能够有更多人看到这些闪光的志愿者。经网友指正，原文章内容中有不符合事实的信息，于是删除了转发内容。
5月上旬，美国威斯康辛州居民桑德拉‧安德瑞加-莫爾与數十名其他美國染疫者及公司行號联合指控中國必須對嚴重急性呼吸綜合症冠狀病毒2型傳播承擔責任。
2021年12月16日，华尔街日报报道称，中华人民共和国中央人民政府在今年年中曾有官員提議指中國的防疫策略应当由「清零」轉為「與病毒共存」，此举令習近平感到十分生氣。
2022年3月26日，联合早报评论称中国防疫措施城乡差距仍然很大。
2022年5月，中國大陸多地發生入戶消毒事件，引發網友擔憂。
2022年11月，部分高校学生为了缓解封控压力，开始制作「纸盒狗」，并举办爬行大赛。据传爬行大赛由社交媒体上流行的明日方舟游戏中「阴暗的爬行」文案演变，最早出现在中国传媒大学，并很快风靡至其他高校。中国传媒大学称爬行活动是学生自发行为。但也有部分高校的活动被叫停。
配音行業方面，受奥密克戎变异株在2022年11月下旬蔓延，再加上12月7日国务院颁布《新十条》的影响，有諸如李兰陵、叶知秋、赵爽等不少配音員在2019冠狀病毒病核酸檢測呈陽性。

## 观点

### 认为中央政府应对迟缓和隐瞒疫情
冠狀病毒病疫情发生后，中共中央总书记习近平多次反复强调自己亲自指挥防疫工作，并表示早在2020年1月7日已经在中央政治局常委会上提出防疫要求。但是從疫情暴发以來，習近平遲遲未到武漢視察疫情，直至3月10日疫情緩和後習近平才去武漢視察疫情。中国国务院总理李克强则在2020年1月27日已亲自前往湖北省武汉市，考察指导新型冠狀病毒肺炎的防控工作。
香港《明报》认为，中央领导人初期对疫情并不重视，甚至要求不要造成民众恐慌，影响即将到来的春节气氛，結果湖北省和武漢市黨委和政府沒有及時採取有效的防疫措施，造成疫情在1月下旬大規模暴发。
美国之音及纽约时报中文网认为中国大陆媒体不应当批评美国等国政府的疫情应对措施，認爲這些是中國政府的宣傳攻勢，批评網絡上部分鼓吹中國抗疫的言論是“盲目自大的扭曲自满情绪缺乏反思”。
2020年4月3日，国际法律家委员会與全印度律師協會向聯合國人權理事會控告中國隱瞞疫情，並追討20萬億美元的賠償。
2020年4月，美聯社根據中國內部文件報導，中國領導人在北京遲了6天公佈肺炎疫情擴散的消息。其中一份備忘錄指出，國家衞健委主任馬曉偉在2020年1月14日與省級衞生官員舉行秘密電話會議，傳達中共中央總書記習近平、國務院總理李克強和副總理孫春蘭關於肺炎疫情的非公開指示。直至1月20日，習近平等才發出公開指示，要求民眾加強防疫。報導亦指出如果公眾在一週前被警告採取如保持社交距離、戴口罩和限制旅行等行動，病例最多可減少三分之二。
2020年4月19日，美国总统唐纳德·特朗普表示美国仍然想要向中国派遣调查人员，调查疫情相关情况。此前美方表示，如果中国是有意隐瞒疫情，应承担相应后果；另外，两名美国国会议员称应“允许美国公民和政府起诉中国政府”。4月20日，中国外交部发言人耿爽表示，国际社会应当团结协作、同舟共济，而不是相互指责，甚至叫嚣什么追责、索赔。他又反问，“2009年，H1N1流感在美国大面积爆发，并蔓延到214个国家和地区，导致近20万人死亡。有谁让美国赔偿了吗？上个世纪80年代，艾滋病首先在美国发现，并且蔓延到全世界，不知道给世界上多少人造成痛苦，有谁找美国追责了吗？新加坡国立大学教授马凯硕接受采访时表示，2008年发生在美国的金融动荡，雷曼兄弟公司破产，最终演变成全球的金融危机，有谁要求美国为此承担后果？”。
2020年5月9日，德國周刊《明鏡》引述德國聯邦情報局消息，指1月21日，中國領導人習近平與世界衛生組織總幹事譚德塞通電話時，要求世衛不要宣布病毒可人傳人，並押後發布全球大流行警報。情報局認為，全世界因中國封鎖消息，失去4-6星期抗疫時間，西方國家普遍相信中國隱瞞疫情，令疫情失去控制。中國駐德國大使吳懇則強調中國從未隱瞞疫情，應對亦快速，為全世界爭取至少6星期時間，惟一些國家未有重視，又反對將中國推上被告席。
2020年5月12日，美國雜誌《外交政策》聲稱取得直屬中共中央軍委的中國國防科技大學外洩的檔案，統計日期從2月到4月底，涵蓋230個城市，推算中國的肺炎確診人數多達64萬人，是官方數字8倍。
2020年7月10日，來自中國大陸的前香港大學公共衛生學院工作的病毒學家閻麗夢（Li-Meng Yan，音譯）在逃亡美國後接受訪問，指她在2019年底曾被其教授潘烈文要求研究當時中國大陸疾病爆發，但中國政府拒絕了包括香港專家的外國專家到當地進行研究工作，而她在2019年12月31日從在中國疾控中心工作的朋友得知病毒有人傳人情況，她亦向上司報告發現，但上司只是點頭。到了1月16日，她再向上司滙報時上司甚至指「不要作聲」、「不要觸碰紅線」、「我們會陷入麻煩」。她又指，在疫情爆發之初，向主管報告研究時，主管潘烈文無視了她，指她知道中國政府會怎樣對待「吹哨者」。而她擔心在香港講出真相會「被消失」和被殺，於是決定在4月28日獨自逃往美國。不過在當地受到來自中國政府的網絡攻擊，其家人遭當局查問。到7月才公開事件。香港大學發表聲明，指閻麗夢曾在港大任職博士後研究員，現已離職。香港大學尊重個人表達自由，但有關報道內容不符事實，又稱訪問中的重點表述「雷同傳言」，沒有科學支持。2020年7月15日，香港大學公共衛生學院院長、日裔美籍科學家福田敬二（Keiji Fukuda）發佈一則聲明：香港大學相關研究人員從未進行所謂「秘密研究」，閆麗夢指控並不屬實。此外，福田敬二曾在一則內部聲明中提醒公共衛生學院及本校相關人士，須注意媒體「懷有敵意、誘導性」的傾向，謹慎提供相關研究和關於本次事件的信息。
有观点认为，在中國的疫情受到控制後，官方傳媒將功勞全歸功於習近平一人身上，不斷吹噓中國能戰勝疫情全靠習近平領導有方，進一步加強其個人崇拜。2020年6月7日，中国国务院新闻办公室发布《抗击新冠肺炎疫情的中国行动》白皮书。
白皮书指出，14亿中国人民都是抗击疫情的伟大战士。疫情发生以来，中国人民不分男女老幼、不论岗位分工，都自觉投入到抗击疫情的人民战争，坚韧团结、和衷共济。医务工作者白衣执甲，逆行出征，武汉人民、湖北人民顾全大局、顽强不屈。
2020年9月8日，中国政府举行了全国抗击新冠肺炎疫情表彰大会，习近平给著名呼吸病学专家钟南山等众多抗疫医护工作人员颁奖。但大会未提及因感染肺炎殉职的李文亮医生，引发一些网友的批评与不满。 央视在当月播出的抗疫纪录片《同心战疫》里，第一集就回顾了新型肺炎的源头时，也未有提及李文亮。有新型肺炎死者家属批评官方是在修改历史。
2020年12月29日，美國國務卿蓬佩奧發表聲明稱，中国政府的瀆職行為使本可控制住的冠状病毒病疫情演變為全球大流行，並批評中國政府令本國公民噤聲。对此，中國外交部發言人汪文斌12月30日回應稱，蓬佩奧的有關言論粗暴干涉中國內政和中國司法主權，不僅充滿偏見，而且虛偽透頂。他又反问，「當前美國國內疫情形勢嚴峻，請問蓬佩奧先生，你為美國抗擊疫情，挽救美國人民生命，做了哪些實實在在的事呢？」，以此回应美国的抗疫不力。

### 认为中国政府应对较外国政府更妥当
2020年2月26日，中国大陸以外地區日新增嚴重特殊傳染性肺炎病例已超过中国大陸境内。
3月16日，中國境外確診新冠病毒感染病例和死亡病例已經超過中國本土的數字。中國內外都有評論表示，國外疫情嚴重的國家應該研究、學習中國的經驗，中國大陸網民一直將此俗稱為「抄作業」。《每日经济新闻》指出根據“防止大规模疫情传播指数”195個國家只有10個國家可以組織有效防御，并作出快速反应，呼籲不要妖魔化别国抗疫情况。3月16日，马来西亚前首相马哈迪·莫哈末在Facebook上载视频，以中华人民共和国和意大利的严谨控制疫情态度，提醒马来西亚人要有纪律，才能有效防疫。他指出，中国武汉疫情受到控制，新的确诊病例逐渐下跌，因为中国人非常有纪律，当受禁止不能离开家门数月时，他们会遵循，因此他们能控制疫情。
中央电视台认为，中国大陆在疫情初期遭受了冲击，但是由于后续一系列有力的应对措施，不仅在短时间内控制住疫情，也为国际抗疫赢得了宝贵的时间
。
中共认为，中国抗击嚴重特殊傳染性肺炎的表现，展现中国高效动员力组织力协调力，体现了中国国家治理能力的巨大优越性和中国共产党领导制度的强大优势。 嚴重急性呼吸綜合症冠狀病毒2型引起的疫情开始后，中共中央迅速做出决策，展开了包括患者救治、科研攻关、物资保障、舆论引导、交通管制、社会隔离等全方位的工作，同时还要统筹疫情防控和经济社会发展、国内防控疫情和国际合作等工作。
官方文章指出，抗击嚴重特殊傳染性肺炎显示了中国的两个制度优势：
1. 中国共产党可以对一切工作实行全面领导。党中央按照民主集中制的原则，对各级党委和政府实行统一指挥和调度。党委可以总揽全局、协调各方，包括协调人大、政府、政协等同级机构，能够全面动员人力、全方位调度资源。从中央到地方、再到基层包括企业、乡村、社区、学校、社会组织，都有党组织和健全的组织系统。
2. 中国的国家结构形式实行的是单一制。国务院联防联控机制可以根据中央部署，对地方政府提出防控疫情的要求。包括可以要求各地地方政府派出医疗队、提供医疗设备驰援武汉和湖北其他地区。像中国各省医疗队对口支援湖北，相比于海外的疫情，中国政府认为这只有中国的全国一盘棋、集中力量办大事的举国体制下才能做到。

《察网》報道有自媒體冒充张文宏，發表“其他国家做的再差，我们只能理解，不能比较，不能批评，更不能怀疑和否定西方国家的体制”，“不管是嘲笑别国疫情蔓延，还是猛夸自己国家棒，其实都是对灾难和逝者的亵渎”一類的言論。要小心一些「精神外国人」爲了西方的体制神话僞造言論。
5月1日，权威医学期刊《柳叶刀》总编理查德·霍顿在接受中国中央电视台采访时称，得益于非典的经验和所具有的科研力量、医疗资源，中国政府在面对疫情的紧急情况时做出的封城等举措非常果断，不仅是正确的，还向其他国家展示了面对如此严峻威胁时应如何应对，为此应该感谢中国，方舱医院这一中国抗疫成功的重要因素也是世界其它国家可以学习的重要经验。并称国际政治领导人对中国的批评不仅不公平，而且显然是错误的和不真实的。同时，霍顿称西方国家“认为疫情顶多是另一波流感”，对疫情缺乏重视，是严重的判断失误。
5月4日，国际顶级学术期刊《自然》刊文称，在中国大陆，基于非药物干预的防疫策略看起来是有效的，并为全球赢得了时间窗口，其具体包括城际旅行限制，病例的早期识别和隔离，以及人员接触限制和社交疏远措施。该文估计，截至2月29日，中國大陸可能已有114,325宗感染個案，如果没有非药物干预措施，這個數字可能会增长67倍，即截至29日，有将近766万新冠感染者。8月3日，理查德·霍頓在《衛報》摘文《西方國家以反華情緒掩飾自己抗疫失敗》（This wave of anti-China feeling masks the west's own Covid-19 failures）再度重申相關觀點。
6月，中国工程院院士、广州医科大学呼吸内科教授钟南山接受媒体采访，指出中国用事实证明疫情相关信息的公布是“及时、公开、透明的”，又表示境外一些政客和媒体指责“中国刻意瞒报疫情”是“毫无依据的”。
8月，微软联合创始人、盖茨基金会主席比尔·盖茨表示，指出中国“在控制病毒方面做得就非常好”。
10月5日，美国《科学公共图书馆·综合》杂志公布了由巴塞罗那全球健康研究所与其他国际机构共同推出的新型工具的评测结果，评测统计了来自19个国家的超过1.34万份调查问卷。评测结果显示中国在疫情防控方面获得8分，为全球最高。
2021年11月27日，中国疾控中心发表英文周报《与COVID-19共存：估计和展望》（On Coexistence with COVID-19: Estimations and Perspectives）。这份周报预测说，如果中国采取美国、英国、以色列、西班牙和法国等西方国家的疫情防疫策略，中国每天新增感染人数很可能达到数十万人，其中约一万例会出现严重症状。文章还说，如果中国采用美国的防疫策略，中国每日新增病例数将超63万例；若采用英国的防疫策略，中国每日新增病例数将超27万。

### 认为地方政府疫情应对迟缓
2020年1月23日，据财新网报道，香港大学新发传染性疾病国家重点实验室主任、流感研究中心主任管轶在1月21日到达武汉，发现华南海鲜市场已被封锁、地面被清洗消毒，病毒来源第一手证据消失。他又走访了其它菜市场，发现卫生情况很差，只有不到10%的人戴口罩。他经实地考察后认为，“疫情在武汉已经无法控制”，抵達當晚即預訂翌日的機票离开。在机场，管轶观察到机场的地面没有消毒，只有人手握体温计监测体温，安检员只有最简易的一次性口罩，卫生防护并无升级，形容“到22日武汉还是一个不设防的城市”，认为武汉已经错过了黄金防控期。
1月23日，《環球時報》發表社論，認為疫情發生時，武漢市人民政府实际应对措施缓慢，也未讓公眾了解到疫情的嚴重性，以致讓疫情持續擴大。同日，世界衛生組織稱湖北封城是「史無前例的」，世衛表示「這是中國政府對遏制病毒暴发的決心」。但是，世衛組織澄清說，此舉不是世衛組織提出的建議，當局必須拭目以待，觀察措施的效果如何。世衛組織表示，像這樣封鎖整個城市可能是「科學新事物」。
1月24日，中共湖北省委機關報《湖北日報》高級記者張歐亞在微博上發文呼籲武漢即時更換高層官員，遣責當前台上者「不具領導指揮力」，引發網民響應，惟其後被《湖北日報》命令刪除，《湖北日報》並致函武漢市委及市政府道歉，指言論「錯誤」，「給當前防控工作添了亂，給各級領導添了堵」。
1月25日，《中國新聞周刊》报道，美國全球衛生問題前高級研究員劳丽·加勒特認為「封城」措施太晚，香港大學微生物學教授管軼亦認為不少人口早已回去過年，現在再封實際效果存疑。CNN批评，武漢本地人和在汉外地人在封城前的大規模离汉，使其它城市的居民在微博上表達了憤怒的情緒，他們擔心這可能會導致新型冠狀病毒傳播到他們所在的城市。
1月27日，时任中共武漢市委副書記兼市長周先旺接受中國中央電視台訪問時指「封城」決定阻斷傳染源效果非常明顯，同時亦承認政府應對危機及處理突發事件能力尚待提高，并透露最初疫情之所以不及時披露是因為未獲得上級授權，認為1月20日國務院將疫症列入「乙類傳染病甲類管理」，要求屬地負責後，「我們的工作就主動多了」。
1月27日，香港政府專家顧問團成員、香港大學醫學院世衞傳染病流行病學及控制合作中心創立總監梁卓偉在記者會上表示，利用研究模型，僅考慮武漢「封城」的情況下，推算武漢截至25日已有25360宗可確診，約4.4萬人被感染，又認為武漢「封城」的隔離措施是正確，但未必有效斬斷感染鏈，可能不能再明顯改善全中國疫情，預計重慶及北上廣深會有大暴发。
1月29日，《環球時報》總編輯胡錫進採訪中國疾控中心流行病學首席科學家曾光，曾光表示，此次武漢面對疫情行動有些慢，並認為公共卫生人员的决策考虑的就是科学性的问题，是一个科学的视角，但政府官员考虑问题并不单纯是科学的视角，这只是他们决策依据的一部分，“他要考虑政治视角，考虑维稳的问题，他要考虑经济的问题，他要考虑春节老百姓的天伦之乐，满意不满意的问题。我们说的话往往只是他们决策中采纳的一部分”，不能说政府官员这种视角不对，事情的决策是要多方面考虑的，但在关键问题上要建立一个经验，要更多的采用科学视角。科学视角如果采用的不好，其他视角也会没有意义。
同日，一篇题为《家人疑似新冠肺炎被隔离 湖北17岁脑瘫儿独自在家6天后死亡》的文章在微信朋友圈流传，文中称，湖北省黄冈市红安县华河镇鄢家村人鄢小文因疑似新型冠状病毒肺炎被隔离，其17岁脑瘫儿子鄢成独自在家6天，并在1月29日去世。鄢小文担心儿子没人照顾曾发微博求助。但村委会称關照過鄢成。事件曝光後，红安县县委县政府组成联系调查组进行调查。2月1日，調查組在政府官網上發通告，證實確有其事，指華家河鎮黨委、政府存在工作不實、作風不實，黨委書記及鎮長已被免職。
1月31日，中共湖北省委副書記兼武漢市委書記馬國強接受中國中央電視台訪問，稱自己内疚、愧疚及自責，若更早采取措施，如1月12日即關閉離開武漢的通道，可能效果更好及緩解疫情，“由于我们工作没有做好，没有当机立断，导致疫情输出到了国内、国外。”翌日，主要醫學期刊《刺針》刊發香港大學醫學院院長梁卓偉等港大醫學院公共衛生學院的學者團隊文章，文章透過模型，推算截至1月25日，武漢可能已有75000人感染，若病毒傳播能力不減，疫情將在4月到達高峰；中國多個主要城市可能持續有本地暴发，會隨武漢高峰期後1、2星期後進入高峰，建議各地應立即採取重大公共衛生措施。
2月5日，香港有線新聞《有線中國組》連線留守武漢的翁維愷記者，直播報道時指有微博認證為湖北省卫生健康委员会宣教中心主任的用戶2月4日晚發微博，認為疫情是天災更是人禍，文章批評一眾官員太過謹慎，等待層層上報，耽誤抗疫最好時機，呼籲改革選人制度，不要再讓衛健委成為行外人的跳板，文章其後被刪除。
2月11日，中國國家衛健委高級別專家組組長鍾南山接受路透社專訪，指武漢封城是正確決定，但初期疫情失控，武漢政府及衛生部門需要負上部分責任。
2月16日，武漢公布查處4宗防疫不力案件，包括洪山區副區長王在橋嚴重失職失責，令大量密切接觸者未被及時隔離及大量患者未及時入院救治，被政務撤職；礄口區長豐街漏報懷疑個案，未有效組織治療，令患者自縊身亡，「造成嚴重不良影響」，有關人員被黨內警告、誡勉或責令做出檢查。
2月17日出版的《財新》，形容1月23日-2月1日的武漢是「殘酷的自然選擇」，兩位社區書記均表示這段時間基層社區能提供的救助很有限，上級無實際幫助，「看病沒車，醫院不收」，報道又質疑早期或輕信有專家「輕症自愈，居家隔離」說法，制定政策時疏於管理懷疑個案，「患者無法就醫，從輕症拖延成了重症再到危重症，甚至一家多人患病幾至滅門的慘劇，僅財新記者在前線所知，就不是一例兩例」；而2月提出「應收盡收」，社區對接工作時仍有不少形式主義，如無法順利召喚救護車或每天重複填表，直至2月9日上級態度轉變，「不再是病人求助，而是街道催社區盡快清零入院」。
2月17日，《環球時報》報道，中國國家衛健委醫政醫管局副局長焦雅輝表示，武漢疫情持續時間長，而由於期間防控措施未及時到位，令很多社區病例未能被及時救治；重症患者直至住院，平均花費10日，形容是「錯失最佳時機」，由輕症變重症。
2月18日，《環球時報》報道中國疾控中心在《中華流行病學雜誌》上的預出版論文，指論文顯示1月11日至20日「暴增」5417名新感染者，印證記者採訪時了解到的資訊，即臨床當時已有醫護人員意識到問題嚴重性。報道說這些臨床層面的擔憂未能及時轉化為有效防控措施，「直到1月22日，湖北方面才啟動了突發公共衛生事件Ⅱ級應急響應」。
2月26日，《财经》专访国家卫健委1月8日派武汉第二批专家。这名成员匿名接受采访时表示，当时他们在武汉掌握的信息和材料有限，当地隐瞒信息，“不合作”，专家到访所有当地医院均回答“没有医护人员感染”，无法得出病毒“人传人”的结论。但究竟谁向专家组隐瞒了医护人员感染的实情，目前仍不得而知。
同日，《财新》发表独家报道，一名基因测序公司人士向财新记者透露，在数家测序公司于2019年年底测得新型冠状病毒之後，2020年1月1日，湖北省卫健委电话通知武汉如有新冠肺炎病例样本送检不能再检；已有病例样本必须销毁，不能对外透露样本信息，不能对外发布相关论文和数据，“如果在日後检测到了，一定要向我们（湖北卫健委）报告”。
3月8日，财新网报导，中国国家卫生健康委员会高级别专家组长钟南山的研究团队，透过研究模型测试发现，若早5天采取隔离防控措施，将有机会降低新冠肺炎感染人数，甚至减轻过半疫情。
2022年上海疫情初期，有观点认为上海的“精准防控”实为“躺平”，引发争议。

### 认为地方政府疫情应对过激
美国《纽约时报》引述專家言论批評武漢封城措施是「危險的主意」，因為封城迫使湖北省內的健康人群與感染者保持親密關係，很容易適得其反。在一個有1100萬人的城市周圍畫一個「防疫封鎖線」引起了不可避免的道德關注，專家將其與2014年西非伊波拉病毒疫症期間的封鎖進行了比較，該封鎖在實施十天後解除。
2020年1月23日据《自然》报道，昆士兰大学病毒学家Ian Mackay擔憂武漢封城做法相当于把武汉变成一个巨大的细胞培养皿，所有人互相传染，将制造出更多病例。德国之声指，武漢一些人擔心封城期間的物資供應，尤其是醫療物資的供應。印度《经济时报》指，滬深300、上海和深圳股指下跌近3％，是近9個月來最大的單日跌幅。印度《经济时报》认为投資者因這種嚴厲措施出现恐慌情绪，尋求投資的避風港。
1月24日，英国广播公司批评，這次封鎖導致武漢市等多個湖北省城市出現恐慌，許多人對身處城市應對疫情的能力表示擔憂。這項措施的巨額成本，無論是在經濟上還是在人身自由方面，是否都能轉化為有效的感染控制，仍是未知數。1月26日，中共湖北省委副書記兼省長王曉東在記者會上表示對疫情痛心、內疚及自責。
1月27日，美國醫學史專家Howard Markel認為，「中國政府現在可能反應過度，給人民造成了不合理的負擔，並且穩定而透明地實施的政策限制往往比嚴厲執行的措施效果更好」。1月27日，中共武漢市委副書記兼市長周先旺接受中國中央電視台訪問時，指「封城」是一個艱難的決定，人類及城市發展史上史無前例，自己與武漢市委書記馬國強願承擔有關「封城」的任何責任，包括「革職以謝天下」；他又指「封城」措施果斷及效果明顯，感謝武漢市民，指市民“很理性、很配合”。
2月4日，湖北副省長曹廣晶在記者會上表示，有地方政府在執行政策上出現「偏差」，如挖斷道路、用土石徹底封閉道路等，又指已禁止堆砌、斷路或設置永久隔離來中斷公路交通。翌日，最高人民檢察院研究室副主任李文峰在中國中央電視台節目表示，地方政府在緊急情況下可以封路，但不等於斷路，若挖溝堆填令道路中斷是有可能觸犯法例。
2月11日，路透社引述消息人士，報道中共中央總書記習近平在2月3日中共中央政治局常委會會議上表示部分地方的疫情防控措施「衝過頭」，傷害中國經濟，有措施不切實際及造成恐慌，要求避免更多限制措施。報道又說中央將出台措施減低衝擊，中共中央宣傳部下令傳媒重點報道經濟復蘇。國務院新聞辦公室未回覆路透社的查詢。
2022年5月，胡锡进指出，“有些地方把‘全域静态管理’当成了法宝使用，仿佛不顾经济停摆搞极限防控才是“政治正确”，这种做法严重违背中央用最小代价争取最大效果的防控基本方针，打击了公众的信心。”
由於中國防疫政策各省各自為政，所以各省对跨省流动采取层层加码的防疫政策加重了不必要的負擔，例如部分地方政府（如河南省）随意将外地所有入境人员强行赋予健康码“黄码”、“红码”用以限制外地人员出行，或要求所有返乡人员无论是否来自疫情爆发地区均需要隔离，呈现出“一刀切”的倾向。部分病人無法前往醫院看病，因停工導致收入減少而無法償還貸款，此外部分地區物資供給困難，這些問題也給清零之路帶來了挑戰。

### 认为中央政府疫情应对过激

#### 观点
2022年以来，奥密克戎变异株传播速度较快但毒性较温和的特点使以中共中央总书记习近平为首的中共中央的清零政策面临更多质疑，有人质疑清零政策产生的经济成本过高，防疫主要出于政治导向，把防疫这样的科学问题当作政治和意识形态问题来处理，以政治压倒科学、压倒民生和经济，造成了方方面面的人造次生灾难。
许多观察人士同意，中国继续坚持这一灾难性造成巨大次生灾害和人道灾难的防疫政策，主要是因为这一政策来自习近平。北京之春荣誉主编胡平评论，香港奥密克戎死亡率已经超过2020年武汉，中国政府不放松封城清零管控说明他们意识到国产疫苗的低效，但这也不会让中国政府承认自己的疫苗不行或者进口疫苗。他批评道，政府未必是不知道动态清零是不可持续的，但当局主要考量的确实政治因素，如对习近平个人权力的考量。独立学者、专栏作家张杰评论，中国执着于执行清零政策，背后是“人定胜天”的思想导致的，这样的政策继续下去会导致经济持续衰退，甚至有可能再一次引发大饥荒。有大陆网民认为，"大跃进"的执政思维与"动态清零"异曲同工，并以大跃进时代扑杀麻雀的运动和动态清零的政策做比较。前中共中央党校教授蔡霞表示，在上海疫情爆发以后，上海举行了一次有约60名流行病专家参加的在线会议。根据会议共识，倘若上海按照最新公布的官方指导方针包括放宽隔离要求，当地的日常生活可以正常进行，上海市党政系统及卫生系统的大部分官员均支持这一做法。但这一做法遭到习近平的反对，拒绝听取专家意见，继续执行清零政策。蔡霞认为，倘若领导人更开放地接受影响性的意见或被更有力的制衡，似乎不太可能实施如此严厉的政策；抑或一旦成本和民怨变得显而易见，起码会改弦易辙。
《费加罗报》表示中国的战略确实拯救了生命……但代价是严酷的监狱制度。最骇人的是，没有前景，一条不归路。
台湾中研院生医所兼任研究员何美乡认为“从专业的角度来看，中国清零成功的机率几近于零。”耶鲁大学公共卫生学院副教授陈希表示，中国实行“动态清零”越来越困难，成本也越来越高。短时间内中国不会改变“动态清零”的防疫原则，但可能视情况放宽并调整政策。他称“似乎没有政策制定者愿意承担重新开放的巨大代价，因为这种代价可能比目前保持清零的代价还要更显见。”中国红十字基金会大病救助专案前高管任瑞红认为，当局不断强调全国防疫政策的大方向是习近平敲定的，本身就表明“动态清零”同样是个政治任务，上海疫情暴发很可能正是一场政治博弈的结果。
美国智库外交关系委员会全球卫生问题高级研究员黄严忠4月8日在美国有线电视新闻网(CNN)发文说，急于升迁的中国地方官员争先恐后地执行“动态清零”政策，以此对习近平表忠。法國世界報刊载的塞尔齐-巴黎大学张伦教授的文章把俄罗斯总统普京发动侵乌战争的强权主义逻辑与习近平做了比较，文章写到：在普京陷入自己构筑的侵乌战争的陷阱的同时，他的盟友和朋友习近平也按照同样的逻辑陷入了一场抗疫战争。两年来，习近平治下的中国一直在不惜一切代价运用 "新冠清零 "的方法应付疫情。对习近平来说，权力是神奇的、无所不能的，类似于军事型的组织和对被感染者的极端严厉的隔离措施，旨在根除病毒并使社会 "健康 "和 "净化"。尽管面对病毒的变异，特别是Omicron变种，中国的一些流行病学家对这种做法持保留态度，但 "清零 "政策仍然得到了坚持。因为在习近平眼中，它不再是一个公共卫生问题，它已经成为中国模式的象征，甚至是我们当今世界特有的"东升西降 "的文明变迁的证明。德国法兰克福汇报评论习近平一意孤行推行清零政策，“这一切不禁让人回想起来黑暗的过去。中国不再重新开启因防疫而关闭的国门。”“这种清零政策的代价极高，已经将国民经济逼向了大萧条的边缘。大白们拳脚相加将数十万上海民众送往隔离中心的同时，北京最高层也显露出了真实面目。中国党和国家领导人习近平公开宣称，发展经济已经不再是首要目标。”“在习近平看来，市场早已成为威胁经济和社会发展的隐患。如果不对资本进行管控，将会带来无法估量的苦难。”
据BBC中文网报道，中华人民共和国政府严格的防疫政策亦造成了地方财政的收支矛盾。2022年中国大陆高强度的动态清零政策造成了往年财政安排中没有的防疫支出部分增量，同时中国政府为了刺激经济而减税减费，使各地财政收入减少，两者结合导致了地方政府财政吃紧。2022年中国的一般公共预算收入增长0.6%，为20.4万亿元；但支出却增长6.1%，达到26万亿，其中各地防疫投入大致在财政总支出的2%-6%之间，照此推算，防疫总支出大致在5200亿元至1.56万亿元之间。中国的31个省份中，仅8个省份一般公共预算收入在2022年实现正增长。
4月初，中国工程院院士钟南山和呼吸疾病国家重点实验室副研究员关伟杰在中国英文学术期刊《国家科技评论》上，联名发表了《中国在未来新冠时代的重新开放策略》一文。文章指出，长期的“动态清零”是不可能实现的，中国需要有序、有效地重新开放。
4月8日，携程集团执行董事长，北京大学光华管理学院教授梁建章发文对病死率低于流感的奥密克隆病毒继续推行防感染政策提出质疑。
4月19日，萬達集團董事長王健林之子，大陸網紅王思聰在微信朋友圈直言「每天早上的核算（酸）檢測，檢測的不是陽性或陰性，而是你的奴性和血性。」隨後被禁言。4月27日，王思聪連4000多萬人的新浪微博账号都被注销，疑遭全面封殺。
2022年5月，世界衛生組織總幹事譚德塞表示，中國對COVID-19病毒的清零政策是不可持續的。世衛組織緊急事務主任邁克·瑞安表示，實施新冠病毒零容忍政策時還需要考慮到該政策對人權的影響。
2022年5月，创办微信的大陸知名企業家馬化騰，近期在朋友圈轉發了一篇《除了胡錫進，沒人關心經濟了》的網路文章，並對其中一段文章評論稱：「這段描述得太形象了」。馬化騰的動作引起外界熱議。
中国大陆衛健委匿名官员投书知名醫學期刊《刺胳針》，坦言對清零政策表示懷疑，但COVID-19已高度政治化，任何主張偏離當前清零方針的聲音，都會受到懲罰。他们认为当局已经无法接受科学的意见。
有報道認為習近平強推清零政策造成沉沒成本已經太高，故2022年中共二十大以前必須堅持清零是保住他順利打破限制再次連任中共中央總書記，实际上是执行政治任务，将防疫工作政治化，凌驾于科学之上。高盛集團的研究報告指出，習近平的防疫政策在中共二十大後仍會持續，至少2023年第十四屆全國人大召開，完成領導班子交接後才有轉變的可能。世界报刊文表示，近三年的新冠清零政策让中国年轻人感到疲惫不堪，以至于他们敢于更公开地批评政权。
2022年11月20日，《河南日報》主辦的《頂端新聞》發出一篇由簽約作者撰寫的題為《比疫情更可怕的是大量的人失業，破產》的文章，質問為何當下內地解封障礙重重。文章在微博、微信等社交平台被大量轉載，随后文章被删除。22日，一篇名為「十問」的文章在微信朋友圈等社交平台廣傳，其最早由公眾號「長安課堂」發出，內容是向衛生主管機構衛健委提出十大疑問，包括國產疫苗的有效性、有無客觀標準解除管控、當局的政策決策依據、內地為何和香港的疫情政策不同、世界盃現場球迷為何不用戴口罩和核酸證明，以及質疑為何要一味聚焦美國的情況等等。「十問」發表後引發網民廣傳，目前原文已無法查看，「長安課堂」已被封號，但社交媒體上仍有大量網民轉發、討論。當中不少網民對文章反應正面。
2022年11月24日，法国驻华大使馆在官方微博上表示，中国法国工商会注意到，自“二十条”宣布以来，实际的执行结果并未达到驻中国法国企业的预期。呼吁，中共官方真正落实二十条措施政策，取消不必要和过度的限制，以及尽快放弃动态清零政策。此外，据日媒报道，日方在中日领导人会晤期间也提出希望中方放松防疫措施。外交部发言人毛宁回应称，中方将根据疫情形势变化，本着科学精准的原则，持续优化各项防控政策。
2022年11月下旬，白紙運動在全国各地爆发。

#### 反驳
《深圳特区报》发表署名文章称：“疫情当前，是‘动态清零’还是‘与病毒共存’？如何选择，表面上看是抗疫的理念之争、策略之争、方法之争，本质上则是制度之争、国力之争、治理能力之争，甚至是文明之争。”
中国大陆官媒多次声称奥密克戎变异株不是“大号流感”，表示应当贯彻生命至上理念，坚持“动态清零”总方针不犹豫不动摇。上海市疫情防控领导小组专家组成员吴凡指出，现阶段坚持“动态清零”总方针的决策考量主要有5点：1、担心可能产生危害更大的新变异株；2、中国大陆民众普遍未获得对于新冠病毒的足够免疫能力，只有坚定“动态清零”，才能保护好免疫力弱的人群；3、目前没有能力控制2019冠状病毒病在低水平流行，担心大流行后的医疗资源挤兑问题；4、对未来新的抗疫“武器”的期待；5、中国当前的防疫政策是因时因势采取的。
2022年5月5日，中共中央总书记习近平主持召开中共中央政治局常务委员会会议指出，“目前全球疫情仍处于高位，病毒还在不断变异，疫情的最终走向还存在很大不确定性，远没有到可以松口气、歇歇脚的时候。我国是人口大国，老龄人口多，地区发展不平衡，医疗资源总量不足，放松防控势必造成大规模人群感染、出现大量重症和病亡，经济社会发展和人民生命安全、身体健康将受到严重影响。要深刻、完整、全面认识党中央确定的疫情防控方针政策，坚决克服认识不足、准备不足、工作不足等问题，坚决克服轻视、无所谓、自以为是等思想，始终保持清醒头脑，毫不动摇坚持“动态清零”总方针，坚决同一切歪曲、怀疑、否定我国防疫方针政策的言行作斗争。”

### 认为2022年末政策转向过急
2022年12月7日，国务院发布关于进一步优化落实新冠肺炎疫情防控措施的「新十条」通知，大规模放松防疫措施。防疫政策急转后基础药物十分匮乏，长者疫苗接种率也不足，民众对感染后如何治疗无所适从，也无法了解真实的感染情况。部分民众质疑官方放开太快。联合早报评论文章建议政策发布需要给予民众一定的心理缓冲期。
2022年12月29日，中国国家卫生健康委员会新冠疫情应对领导小组专家组组长梁万年表示，防疫政策的调整基于对病毒和疾病的认知、民众免疫水平和卫生健康系统承载能力、公共卫生干预措施这三方面的判断，科学合法，符合中国防控实际。

## 備註
1. ↑  狄奧多·阿多諾，1949年《文化批判與社會》[174]。
2. ↑  「冠状病毒在中国的爆发，及其在随后三个月中向世界其他地区的传播」[198]。